# فلسفة العقل

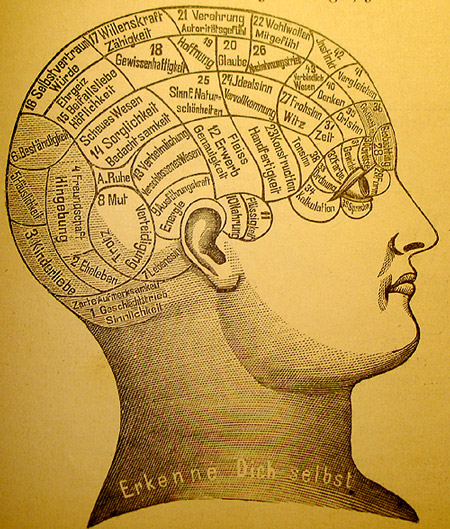
رسم مخطط فراسيماغي للدماغ- إذ كان علم الفراسة من بين المحاولات الأولى لربط الوظائف العقلية مع أجزاء معينة من الدماغ

فلسفة العقل أو فلسفة الذهن هي إحدى فروع الفلسفة التي تهتمّ بدراسة طبيعة العقل والأحداث والوظائف والخصائص الذهنية بالإضافة إلى الوعي وعلاقتهم بأعضاء الجسد وخاصة الدماغ. تعدّ مسألة العقل - الجسد إحدى القضايا الأساسية المتناولة في فلسفة العقل، على الرغم من وجود أمور أخرى تهتم بطبيعة العقل المجرّدة من أيّة علاقة بالجسم، مثل الإجابة عن كيفية الإدراك وطبيعة الحالات العقلية الخاصّة.
تمثّل الأحاديّة والمثنوية (أو الثنائية) المدرستان الفكريتان الأساسيتان اللتان حاولتا حلّ مسألة (معضلة) العقل - الجسد. تعود الأصول الفكرية لمدرسة المثنوية إلى أفلاطون، ومدارس السامخيا واليوغا في الفلسفة الهندوسية؛ كما تبنى الفلاسفة المسلمون نظريات الإغريق حول أصناف العقل. إلّا أنّ الشكل النهائي للمسألة صيغ بشكل دقيق من قبل رينيه ديكارت في القرن السابع عشر. ناقشت المثنوية الجوهرية (ثنائية المواد) أنّ العقل هو جوهر متواجد بشكل مستقل، بينما حافظت مثنوية الخصائص على أنّ العقل هو مجموعة من الخصائص المستقلّة المنبثقة عن الدماغ والتي لا يمكن حصرها به، مؤكّدة بأنّ العقل ليس جوهر منفصل. بالمقابل، فإنّ الأحادية تتبنّى الرأي الذي يقول بأنّ العقل والجسد ليسا كيانين وجوديّين منفصلين، إنّما هما جوهر واحد. لقى هذا الرأي تأييداً لأوّل مرّة في الفلسفة الغربية من قبل بارمنيدس في القرن الخامس قبل الميلاد، ثم تبنّى العقلاني باروخ سبينوزا هذا الرأي في القرن السابع عشر.
يستدلّ أتباع المدرسة الفيزيائية بأنّ الكيانات المفترضة في النظرية الفيزيائية هي الموجودة فقط، وأنّ العمليات العقلية ستفسَّر بالنهاية في ضوء هذه الكيانات وذلك مع استمرار تطوّر النظرية الفيزيائية، وذلك بشكل يختزل الخصائص العقلية إلى خصائص فيزيائية، (وذلك بشكل متوافق مع مثنوية الخصائص)، وأنّ الحالة الوجودية للخصائص العقلية لا تزال غير واضحة. يذهب الأحاديون المحايدون مثل إرنست ماخ ووليام جيمس إلى أنّ الأحداث في العالم يمكن تفسيرها إمّا عقلياً (نفسياً) أو فيزيائياً اعتماداً على شبكة الأحداث التي يتمّ بها استقبالها، أمّا الأحاديون ثنائيو الجانب من أمثال سبينوزا فيؤمنون بالرأي القائل بأنّ هناك مادّة محايدة، وأنّ العقل والجسد هما إحدى خواص هذه المادة المحايدة. إنّ أشهر الأحاديات في القرن العشرين والحادي والعشرين هي كلّها أشكال للمدرسة الفيزيائية وتتضمّن السلوكيات والفيزيائية النموذجية والأحادية الشاذّة والوظائفية.
يتبنّى معظم فلاسفة العقل الحداثيون الرأي الفيزيائي سواءً بشكل اختزالي أو لااختزالي، محافظين بطرقهم المختلفة بأنّ العقل ليس شيئاً منفصلاً عن الجسد. هذه المناهج أثّرت بشكل خاص على العلوم، وخصوصاً في علم الأحياء الاجتماعي، وعلم الحاسوب، وعلم النفس التطوري، بالإضافة إلى مختلف مجالات العلوم العصبية. تؤكّد الفيزيائية الاختزالية أنّ الحالات والخصائص العقلية يمكن تفسيرها دائماً عن تقديرات علمية للحالات والعمليات الفيزيولوجية. أمّا الفيزيائية اللااختزالية فهي تناقش أنّه على الرغم من أنّ العقل ليس جوهراً منفصلاً، إلّا أنّ الخصائص العقلية تابعة للخصائص الفيزيائية، أو أنّ الإسنادات والألفاظ المستخدمة في التفسيرات والأوصاف العقلية تكون متلازمة، ولا يمكن اختزالها في اللغة والتفسيرات الدنيا لتفسير العلوم الفيزئيائية. ساعد تطوّر العلوم العصبية المستمر على توضيح بعض هذه المشاكل، إلّا أنّه على الرغم من ذلك تظلّ تلك المشكلات بعيدة عن الحلول. بالتالي لا تزال قضية فلسفة العقل إحدى القضايا التي يستمرّ فلاسفة العقل الحداثيون في إلقاء الأسئلة من أجل تفسير كلّ من الإمكانيات الذاتية والخصائص والحالات العقلية القصدية وذلك بمصطلحات المذهب الطبيعي.

## مسألة العقل - الجسد
تهتمّ مسألة العقل - الجسد بمحاولة إيجاد تفسيرات للعلاقة الموجودة بين العقل أو العمليات الذهنية وحالات أو عمليات الجسد. وكان الهدف الرئيسي للفلاسفة في هذا المجال هو تحديد طبيعة العقل والحالات أو العمليات الذهنية، والبحث عن كيفية أو إمكانية التأثير المتبادل بين العقل والجسد.
تعتمد تجارب الإنسان الحسّية على وجود عامل منبّه والتي تصل إلى مختلف الأجهزة الحسّية بواسطة العالم الخارجي، وهذا التنبيه يتسبّب في إحداث بعض التغييرات في الحالة الذهنية، وفي النهاية يؤدّي إلى الشعور بإحساس، والذي يمكن أن يكون مبهجاً أو مزعجاً. والسؤال يكمن هنا كيف يمكن للتجارب الواعية أن تنشأ من مادة رمادية لا تتحلّى بشيء سوى بخواص كهروكيميائية.
وهنا تبرز مشكلة، وهي كيف يتسبب اتجاه افتراضي شخصي (مثل المعتقدات والرغبات) في إطلاق السيالة العصبية في العصبونات وبالتالي تحريك العضلات. مثل هذه المعضلات هي التي واجهت الفلاسفة والعاملين في نظرية المعرفة على الأقلّ منذ أيام رينيه ديكارت.

## المثنوية كحل لمسألة العقل - الجسد

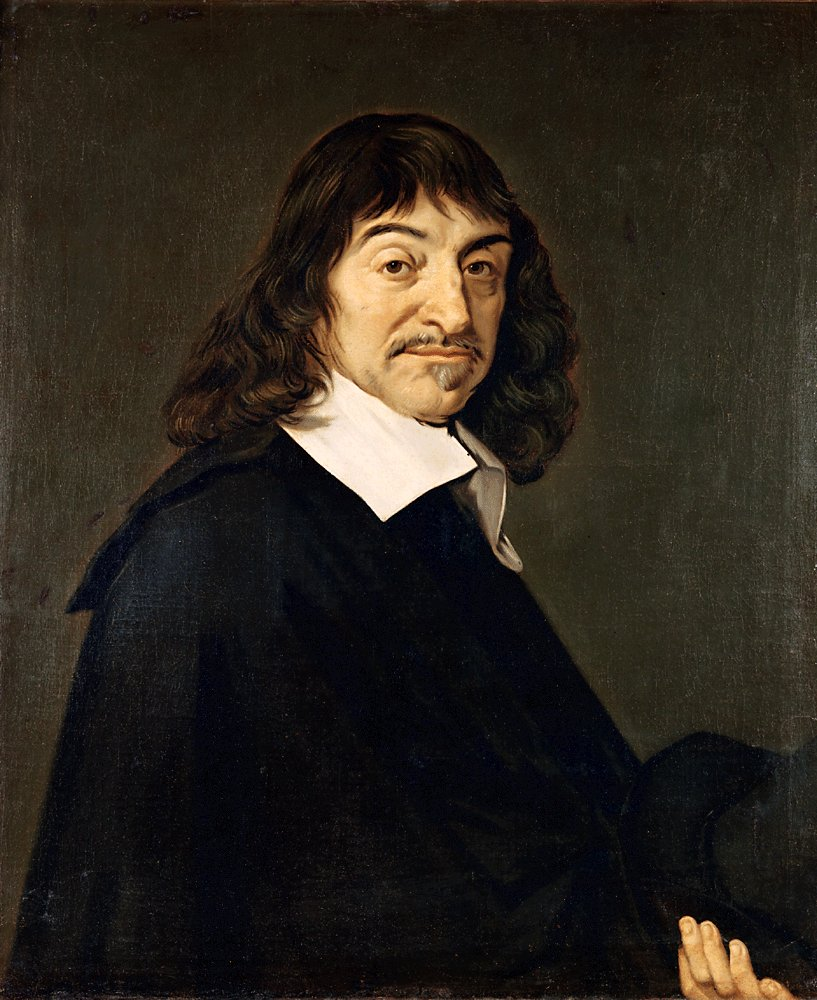
صورة لرينيه ديكارت بواسطة فرانس هالس (1648)

المثنوية هي مجموعة من الآراء ووجهات النظر عن العلاقة بين العقل والجسد (المصوّر من المادة). إنّ أوّل أمر بدأت فيه المثنوية هو الإدّعاء أنّ العمليات العقلية تعتبر في بعض النواحي غير فيزيائية (مادية)، وتلك الملاحظة صيغت بشكل مبكر في المدارس الفلسفية الشرقية، وخصوصاً في الهند القديمة، وذلك في مدارس الفلسفة الهندوسية: السامخيا واليوغا (حوالي 650 قبل الميلاد)، واللتان قسّمتا العالم إلى بوروشا (العقل أو الروح) وبراكريتي (المادّة). وبشكل خاص، قدّمت يوغا سوترا نهجاً تحليلياً لطبيعة العقل ضمن نصوص باتانجالي.
كان أفلاطون أوّل من ناقش المثنوية في الفلسفة الغربية من خلال كتاباته، حيث ذكر أن الذكاء الإنساني (أو العقل) لا يمكن أن يُحدَّد أو يُشرَح ضمن مصلحات الجسم الفيزيائي. وبالرغم من ذلك، فإنّ أشهر طرح للمثنوية كان عن طريق رينيه ديكارت سنة 1641، إذ كان يرى أنّ العقل غير محدود في إطاره الفيزيائي، فهو جسم غير مادي. بالإضافة إلى ذلك، فإنّ ديكارت كان أوّل من حدّد بوضوح علاقة العقل مع الوعي والإدراك الذاتي، وميّزه عن الدماغ مقرّ الذكاء. بالتالي، يعدّ ديكارت أوّل من حدّد وصاغ مسألة (معضلة) العقل - الجسد التي ما زالت موجودة حتى الآن. ويطلق عليها أيضاً اسم الثنائية الديكارتية.

### حجج المثنوية
إنّ أكثر البراهين استخداماً في إثبات صحّة المثنوية هي أنّها مستمدّة من بداهة الفكر السليم أنّ تجربة الوعي مختلفة عن المادّة الجامدة غير الحيّة. فإن سألت أشخاصاً عاديين عن ماهيّة العقل، فسيجيبونك عن طريق تعريفه من ذاتهم وشخصيّتهم ونفسهم، أو من كيانات مشابهة من هذا القبيل؛ ومن المؤكّد أنّهم سينكرون أنّ العقل مجرّد دماغ، وبالمقابل، فإنّهم سيجدون أنّ فكرة وجود كيان واحد فقط في العمليات العقلية أمر مفرط في الميكانيكية، أو أنه أمر مبهم. يزعم العديد من فلاسفة العقل المعاصرين أنّ تلك البديهيات مضلّلة، وأنّه يجب استخدام الملكات النقدية، بجانب البراهين المثبتة من العلوم لكي ندرس تلك الافتراضات ونقرّر إن كان لها أساس حقيقي أم لا.
هناك حجة أخرى لصالح المثنوية وهي أنّ العقلي والجسدي لديهما خصائص مختلفة تماماً، بل وفي بعض الأحيان لا يمكن التوفيق بينهما. إنّ للأحداث العقلية ميّزة وهي كونها شخصية، في حين أنّ الأحداث المادّية ليست كذلك. فمثلاً يمكن للمرء أن يتساءل عمّا يشعر به عندما تحرق إصبعاً، أو كيف تبدو السماء الزرقاء، أو ما هي الموسيقى الجميلة بالنسبة لشخص مستمع لها؛ ولكنّه من غير المنطقي، أو على الأقل من الغريب، أن تسأل كيف تشعر عندما يكون هنالك تزايد في مستوى امتصاص حمض الغلوتاميك في منطقة الحُصين من قشرة البطين الجانبي للدماغ.
يدعو فلاسفة العقل الجوانب الشخصية (الذاتية) للأحداث العقلية باسم الكيفيات المحسوسة («كواليا» 'qualia') أو بالمشاعر الأوّلية (الخام). وهي شيء يمثّل حالة الشعور بالألم، أو رؤية درجة مألوفة من اللون الأزرق، وما إلى ذلك. إنّ جميع تلك الأحداث والحالات الذهنية (العقلية) تنطوي على الكيفيات المحسوسة، ويبدو من الصعب اختصارها إلى أيّ وصف مادّي بحت. يشرح ديفيد تشالمرز تلك الحجة بالقول أنّه من الممكن أن نعرف ونعلم كل المعلومات الموضوعية عن شيء ما، مثل حالات الدماغ وأطوال الموجة المتعلقة برؤية اللون الأحمر، ولكن لا توجد معلومات أساسية حول وصف الحالة المرافقة للشعور عند رؤية اللون الأحمر.
هناك حجّة أخرى اقترحت من الكاتب كليف ستابلز لويس  مستعيناً بمبدأه (الحجّة من السبب Argument from reason) يقول فيه: إذا كانت كل أفكارنا هي نتيجة لأسباب مادّية كما تفترض الواحدية، إذاً فليس لدينا أي سبب لافتراض أنّها أيضاً أمر تالٍ لأساس منطقي. إنّ المعرفة تُدرَك عن طريق استخدام المنطق تدرّجاً من الأساس إلى النتيجة، وعلى هذا فإذا كان مبدأ الواحدية صحيحاً، فلن يكون هناك أيّ وسيلة لمعرفة ذلك أو لمعرفة أي شيء آخر ولن نستطيع حتى أن نفترض ذلك، إلّا بمحض الصدفة، أو برمية من غير رام كما يقال.
تعتمد حجّة الزومبي الفلسفية على تجربة فكرية (ذهنية) اقترحها تود مودي Todd Moody، ثم طوّرها ديفيد تشالمرز في كتابه العقل الواعي The Conscious Mind. تكمن الفكرة الأساسية لتلك الحجة أنّه يمكن للمرء أن يتصوّر جسد أحد ما، وبالتالي يدرك ويفهم وجود ذلك الجسد، بدون ارتباط حالة الوعي بذلك الجسد. يجادل تشالمرز بأنّه يبدو من المعقول جدّاً أن مثل هذا الكائن يحتمل وجوده، لأن كل ما هو مطلوب هو أن تكون كلّ ومجرد الأمور التي تصفها العلوم الفيزيائية (المادية) عن الزومبي صحيحة. بما أنّ أيّاً من المبادئ ذات الصلة بالعلوم تشير إلى الوعي أو أيّ من الظواهر العقلية الأخرى، وبما أنّ أيّ كيان مادّي -بطبيعته- يمكن وصفه علمياً بواسطة الفيزياء، فإنّ الانتقال من «المعقولية» (التصوّر) إلى «الاحتمالية» ليس بخطوة كبيرة. بالمقابل، يرى آخرون مثل دانيال دينيت أن نظرية الزومبي الفلسفية غير مترابطة وبعيدة الاحتمال. يرى البعض أنه استناداً إلى مبدأ المادّية فإنّ على المرء أن يعتقد إمّا بكونه هو والجميع زومبي، أو أنّهم جميعاً لا يمكن أن يكونوا كذلك. والتأكّد من قناعة المرء بكونه (أو عدم كونه) زومبي هو من نتاج العالم المادّي، وبالتالي لا يختلف ذلك الشخص عن البقيّة. يثير دينيت الجدل حول هذا الموضوع بقوله «يعتقد الزومبي أنهم واعون، أنهم يتّسمون بالكيفيات المحسوسة (الكواليا)، وأنّهم يشعرون بالألم، ولكنّهم (وفقا لهذا التقليد البائس) مخطئون في ذلك بشكلٍ لا يمكننا ولا يمكنهم اكتشافه ابداً».

### المثنوية التفاعلية
المثنوية التفاعلية، أو ببساطة التفاعلية، هي شكل معيّن للمثنوية كان ديكارت أول من تبناه في التأمّلات. أهمّ من دافع عن هذه النظرية في القرن العشرين كارل بوبر وجون إيكلس  تقوم هذه النظرية على فكرة أنّ الحالات العقلية، مثل المعتقدات والرغبات، تتفاعل سببياً مع الحالات المادّية.
يمكن تلخيص حجة ديكارت الشهيرة على النحو التالي: لأحدهم فكرة واضحة ومتميّزة عن عقله وأنّه كشيء مفكّر ليس له امتدادات مكانية، (أي ليس بالإمكان القياس بالأبعاد مثل الطول والارتفاع والوزن وغيرها). كما أنّ لديه فكرة واضحة ومتميّزة أيضاً عن جسده كشي لديه امتداد مكاني، له مقاييس وغير قابل للتفكير. بالتالي يترتّب على ذلك وجود عدم مطابقة بين العقل والجسد حيث لكلّ منهما خصائصه المختلفة جذرياً.
وبنفس الوقت، وبالرغم من ذلك، فمن الواضح أن حالات ذلك الشخص العقلية (الرغبات، المعتقدات...الخ) لها تأثيراتها السببية على جسده، والعكس بالعكس: على سبيل المثال: عندما يلمس طفل موقداً ساخناً (حدث فيزيائي) يتسبّب ذلك بالألم (حدث عقلي) ومن ثمّ يجعله يصرخ (حدث فيزيائي)، وهذا بدوره يثير شعوراً بالخوف والرغبة بالحماية (حدث عقلي)، وهلمّ جرّا.
اعتمدت حُجة ديكارت بشكل حاسم على فرضية أنّ ما يعتقده ذلك الشخص بكونها أفكاراً واضحة وجليّة في عقله هي صحيحة بالضرورة. وقد شكّك العديد من الفلاسفة المعاصرين في هذا. على سبيل المثال، أشار جوزيف أغاسي Joseph Agassi إلى أنّ هناك اكتشافات علمية متنوعة أُنجزت في بداية القرن العشرين والتي قوّضت مفهوم الوصول المتميّز للأفكار الذاتية. كما ادّعى فرويد أن المُراقب المتدرّب تدريبًا نفسيًا بإمكانه فهم الدوافع اللاواعية لشخص ما أفضل من الشخص نفسه. وأظهر بيير دويم أنّ الفيلسوف صاحب العلم يمكنه معرفة الطريقة التي يتّبعها الشخص في اكتشاف الأشياء أفضل من ذلك الشخص نفسه، بينما أظهر مالينوفسكي أنّ عالم الإنسانيات يمكنه معرفة عادات الشخص وطبائعه أكثر من صاحب هذه العادات والطبائع نفسه. ويؤكّد أيضاً أنّ التجارب النفسية الحديثة والتي سبّبت للناس رؤية أشياء غير موجودة قد وفّرت الأسس اللازمة لرفض حجّة ديكارت، لأنّ العلماء بإمكانهم وصف تصوّرات الشخص أفضل من الشخص نفسه. إنّ نقطة الضعف المشتركة بين تلك الحجج التي تقف ضد التفاعلية بين العقل والجسد أنها تشكّك في فكرة التبصّر المتعمّق. جميعنا يعلم أنّ الناس يرتكبون الأخطاء في نظرتهم للعالم (بما في ذلك نظرتهم لأحوالهم الداخلية)، ولكن ليس دائما. ولذلك، فإنّه من السخف منطقياً الافتراض أنّ الأشخاص مخطئون دائماً في فهم حالتهم الذهنية وفي أحكامهم حول طبيعة أذهانهم.

### أشكال أخرى للمثنوية

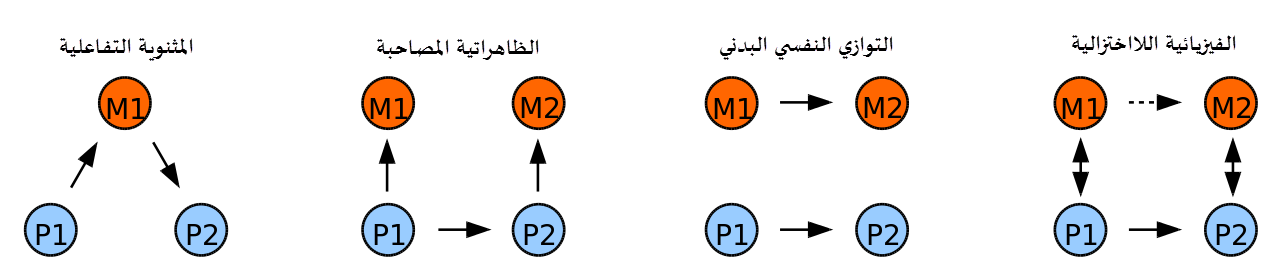
أربعة أصناف للمثنوية. تشير الأسهم إلى اتجاه التفاعلات السببية، بينما لا تظهر المناسبية.

#### التوزاي العقلي البدني
التوازي النفسي (العقلي والبدني) أو ببساطة مجرّد التوازي هو الرأي القائل بأنّ العقل والجسد لا تؤثّر سببياً في بعضها البعض وذلك أثناء كونهما في حالات وجودية مختلفة؛ بدلاً من ذلك فإنّها تتحرّك على طول مسارات متوازية (أي أنّ أحداث العقل تتفاعل سببياً مع العقل، وأحداث الدماغ تتفاعل سببياً مع الدماغ)، وهي تبدو أنّها تتفاعل مع بعضها. من أبرز من دافع عن هذا الرأي هو غوتفريد لايبنتس، بالرغم من أنّه كان وجودياً أحادياً، إذ كان يعتقد أنّه يوجد نوع واحد فقط من المادّة في الوجود (الجوهر الفرد)، أحد عناصر الوجود الأولية، وأنّ كلّ شيء قابل للاختزال إليها؛ ومع ذلك استمرّ بالقول أنّ هناك اختلاف مهم بين «العقلية» و «الجسدية» من حيث السببية. ذكر لايبنتس أيضاً أنّ الإله قد رتّب الأمور مسبقاً بحيث أنّ العقول والأجسام ستكون متوافقة مع بعضها البعض، وهذا هو المعروف بعقيدة ما قبل التأسيس المتوافق pre-established harmony.

#### العرضية أو المناسبية
العَرَضية أو المناسبية هي الرأي الذي تبنّى فكرته نيكولا مالبرانش، والذي يؤكّد فيه أنّ جميع العلاقات السببية افتراضياً بين الأحداث الجسدية أو بين الأحداث العقلية والجسدية هي ليست فعلاً سببية على الإطلاق؛ ففي حين أن الجسم والعقل هما مادّتان مختلفتان، فإنّ الأسباب (سواء عقلية أو جسدية) هي متعلّقة بآثارها نتيجة فعل تدخّل الإله في كلّ مناسبة معيّنة.

#### مثنوية الخصائص
مثنوية الخصائص هي الفكرة (النظرية) القائلة بأنّ العالم يتألّف من نوع واحد من المادّة -المادّة الفيزيائية- وأنّه هناك نوعان من الخصائص: الخصائص الفيزيائية والخصائص العقلية (الذهنية). بمعنى آخر، هو ذلك الرأي القائل بأنّ الخصائص العقلية (الذهنية) غير الفيزيائية (اللامادية)، مثل الاعتقادات والرغبات والعواطف، تلازم بعض الأجسام الفيزيائية (على الأقلّ الدماغ). إنّ كيفية تداخل الخصائص العقلية والفيزيائية (المادّية) بشكل سببي يعتمد على تنوّع مثنوية الخصائص التي نتحدث عنها، وذلك أمرٌ ليس بالواضح دائماً. تتضمّن الأنواع الفرعية لمثنوية الخصائص التالي:
1. الانبثاق القوي: وتفترض أنّه عندما يتمّ ترتيب المادّة بالشكل المناسب (أي بشكل مشابه لترتيب جسم الإنسان)، فإنّ الخصائص العقلية (الذهنية) تتولّد وتنبثق بطريقة لا يمكن عزوها بشكل كامل للقوانين الفيزيائية. لذا فهي تعتبر نوع من أنواع المادّية المنبثقة emergent materialism.[8] هذه الخصائص المنبثقة لها وضع وجودي مستقلّ، ولا يمكن اختزاله أو شرحه بناءً على البنية الفيزيائية المادّية التي انبثق عنها. لكنّها في نفس الوقت، تعتمدّ على الخصائص الفيزيائية التي انبثقت عنها. تبنّى ديفيد تشالمرز شكلاً من أشكال مثنوية الخصائص، ممّا أدّى في السنوات الأخيرة إلى إعادة إحياء هذا المبدأ،[47] وكان وليام جيمس قد اقترحه بالفعل خلال القرن التاسع عشر.
2. الظاهراتية المصاحبة: كان أوّل من صاغ هذا المذهب هو عالم الأحياء توماس هنري هكسلي،[48] وهو يرى أنّ الظواهر العقلية هي غير فعّالة أو غير مثمرة سببياً، حيث تكون واحدة أو أكثر من الحالات العقلية (الذهنية) ليست ذات تأثير على الحالة الفيزيائية (المادّية). حسب وجهة النظر التي تبنّاها أنّ الحوادث المادية تتسبّب في حوادث مادّية أخرى، كما يمكنها التسبّب في حوادث عقلية (ذهنية). أمّا الحوادث العقلية لا يمكنها التسبّب بأيّ شيء، لكونها مجرّد نواتج ثانوية خاملة سببياً (ظاهرة مصاحبة) للعالم الفيزيائي المادّي.[44] يعد فرانك جاكسون Frank Cameron Jackson من أبرز المدافعين عن هذه النظرية في الآونة الأخيرة.[49]
3. الفيزيائية اللااختزالية: وهي النظرة القائلة بأنّ الخصائص العقلية تشكّل فئة وجودية منفصلة بالنسبة للخصائص الفيزيائية المادّية: فالحالات العقلية (الذهنية) مثل الكيفيات المحسوسة (الكواليا)، لا يمكن اختزالها أو اختصارها أو عزوها إلى حالة مادّية فيزيائية. إنّ الموقف الوجودي تجاه الكيفيات (الكواليا) في حالة الفيزيائية اللااختزالية لا ينصّ على أنّ الكيفات (الكواليا) خاملة أو سلبية أو غير مسبّبة، وهذا ما يفرّقها عن الظاهراتية المصاحبة.
4. النظرية الروحية الشاملة (عمومية الخصائص العقلية): هي النظرة التي ترى أنّ كلّ المواد لديها جانب عقلي (ذهني)، أو بشكل بديل، أنّ كلّ الأشياء لديها مركز خبرات أو وجهة نظر موحّدة. تبدو هذه النظرية ظاهرياً وكأنّها شكل من أشكال مثنوية الخصائص، وذلك لأنّها تعتبر أنّ كلّ شيء لديه خصائص عقلية ومادّية على حدّ سواء. يذكر بعض المؤمنين بهذه النظرية أنّ السلوك الميكانيكي مشتقّ من عقليات بدائية للذرّات والجزيئات، كما هو الحال مع العقليات المتطوّرة والسلوكيات الأساسية العضوية. يكمن الفرق هنا في غياب أو وجود هيكل معقّد متطوّر في الكائن المركّب. إذاً فطالما يتمّ اختزال الخصائص اللاعقلية إلى خصائص عقلية فإنّ هذه النظرية الروحية الشاملة ليست شكلاً (قويّاً) من أشكال مثنوية الخصائص.

#### نظرية الجانب الثنائي (المزدوج)
نظرية الجانب الثنائي (أو كما تسمّى الأحادية مثنوية الشكل) هي النظرية القائلة بأنّ العقلية والمادّية هما جانبان أو شكلان أو منظوران لنفس المادة (لذا فهي نوعاً ما نظرية مختلطة، ويمكن اعتبارها أحادية في بعض النواحي). إنّ علاقة هذه النظرية بالأحادية المحايدة أصبحت إلى حدّ ما غير محدّدة، لكن هنالك فرق واضح يذكر أنّه بينما الأحادية المحايدة تسمح لمحتويات مجموعة معيّنة من العناصر المحايدة والعلاقات التي تتداخل بها لتحديد ما إذا كانت عقلية أو مادّية أو كلاهما أو ليست أيّ من ذلك فإنّ نظرية الجانب الثنائي تشير إلى أنّ العقلية والمادّية هي مظاهر أو جوانب لمادّة أو كيان أو عملية، وهي بدورها ليست عقلية ولا مادّية كما تفهم عادة. العديد من صيغ هذه النظرية تتطلّب أيضاً أن تكون العقلية والمادّية مكمّلة لبعضها وغير قابلة للاختزال أو التجزّؤ (مع المحافظة على اختلافها وتميّزها).

## الأحادية كحل لمسألة العقل - الجسد
على العكس من المثنوية، فإنّ الأحادية رفضت أيّة تقسيمات جوهرية كحلّ لمسألة العقل - الجسد. كان هذا الرفض بالتقسيم بين العقل والجسد الأساس الذي قامت عليه الفلسفات الشرقية منذ أكثر من ألفيتين. تؤمن الفلسفتان الهندية والصينية بالأحادية، وذلك ككلّ متكامل من أجل إدراك العقل وفهمه للخبرات والتجارب. في الوقت الحالي، فإنّ أكثر المناهج شيوعاً للأحادية في الفلسفة الغربية هو منهج فلسفة الفيزيائية. تؤكّد الأحادية الفيزيائية بأنّ كينونة الأشياء ومبعثها مادّي، وأنّ المادّة الوحيدة الموجودة هي فيزيائية، وهو ما وضّحه العلم الحديث بشكل من الأشكال. بالإضافة إلى ذلك، فإنّ هناك الكثير من الصياغات لهذه الفلسفة، والتي انبثقت من النظرية الأحادية مثل النظرية المثالية، والتي تؤمن أنّ المادّة الموجودة هي عقلية فقط. على الرغم من أنّ المثالية الصافية، مثل التي اعتنقها جورج بيركلي، غير شائعة في في الفلسفة الغربية الحديثة، إلّا أنّ هناك صياغة أكثر تعقيداً تدعى الروحية الشاملة، والتي تكون الخصائص والتجارب الذهنية وفقاً لها الأساس للخصائص والتجارب المادّية. تبنّى هذا الطرح الأخير من الروحية الشاملة عدّة فلاسفة من أمثال ألفريد نورث وايتهيد،  وديفيد راي غريفن.
النظرية الظاهراتية هي شكل آخر من أشكال النظرية الأحادية، وهي القائمة على أنّ تصوّر الأشياء والإدراك الخارجي (بيانات الإحساس) للأجسام الخارجية هي الموجودة فقط. هذه النظرية تبناها الفيلسوف بيرتراند راسل وبعض علماء المنطق الوضعيين في بدايات القرن العشرين. الخيار الثالث كحل لمشاكل الأحادية ما بين العقل والجسم هو القبول بوجود مادّة أساسية ليست لها علاقة لا بالعقل أو المادّة، على أن يكون كلاً من العقل والمادة بالتالي خصائص لهذه المادّة الحيادية. تبنّى مثل هذا الرأي الفيلسوف باروخ سبينوزا، واشتهرت على يد إرنست ماخ  في القرن التاسع عشر الميلادي. تدعى هذه النظرية باسم الأحادية المحايدة، وهي تشبه مثنوية الخصائص.

### الأحادية الفيزيائية

#### السلوكيّة
سيطرت السلوكية على فلسفة العقل على أغلب فترات القرن العشرين، وخاصّة في النصف الأول منه. تطوّرت النظرية السلوكية في علم النفس كردّ فعل على القصور في نظرية الاستبطان إذ أنّ تقارير الاستقراء على الحياة الخاصّة داخل عقل إنسان ما لا تخضع لدراسة متأنّية للتأكّد من دقّتها ولا يمكن استخدامها لتكوين التعميمات التنبّؤية، ولهذا يحتجّ السلوكيّون بأنّه دون القدرة على التعميم ودون إمكانية الفحص من قبل طرف ثالث خارجي فلا يمكن أن يكون علم النفس قائماً على أساسٍ علميّ. المخرج من هذه الجدلية كان بالقضاء تماماً على فكرة الحياة العقلية الداخلية (وبالتالي: العقل المستقل وجودياً) والتركيز بدلاً من ذلك على السلوك الذي يمكن وصفه.
بالتوازي مع هذه التطورات في علم النفس، ظهرت المدرسة السلوكية الفلسفية (التي تسمّى أحيانا المدرسة السلوكية المنطقية). تتميّز هذه المدرسة بدرجة عالية من التَّحقُّقِيّة، والتي تعتبر بشكل عام بيانات الحياة العقلية الداخلية التي لا يمكن التحقّق منها أنّها بلا معنى. فبالنسبة للسلوكيين تكون الحالات الذهنية ليست حالات داخلية يمكن لشخص ما أن يُعد تقارير استبطانية عنها، بل هي مجرد أوصاف للتصرفات (السلوك) أو قواعد للتصرف بطرق معينة والتي وضعها طرف ثالث خارجي لشرح وللتنبّؤ بسلوك الآخرين.
في النصف الأخير من القرن العشرين انهارت السلوكية الفلسفية بالتزامن مع صعود المدرسة المعرفية  حيث رفض المعرفيّون المدرسة السلوكية بسبب العديد من المشاكل المتصوّرة. على سبيل المثال، يمكن أن يقال إنّ المدرسة السلوكية غير بديهية عندما ترى أنّ هناك من يتحدّث عن السلوك في حال كان الشخص يعاني من صداع مؤلم.

#### نظرية الهوية
تطوّرت نظرية هوية العقل (أو الفيزيائية النوعية، أو نظرية الهوية النوعية) بواسطة جون سمارت  ويولين بليس كردّ فعل مباشر لفشل السلوكية. جادل هذان الفيلسوفان أنّه إذا كانت الحالات العقلية مادّية وليست سلوكية، فمن المحتمل أن تكون الحالات العقلية مطابقة للحالات الداخلية للدماغ. بعبارات أبسط: الحالة العقلية (ع) ليست سوى الحالة حالة (د) للدماغ. الحالة العقلية التي مفادها «هناك رغبة في فنجان قهوة» ليست سوى «إشارات من خلايا عصبية من مناطق معينة في الدماغ».

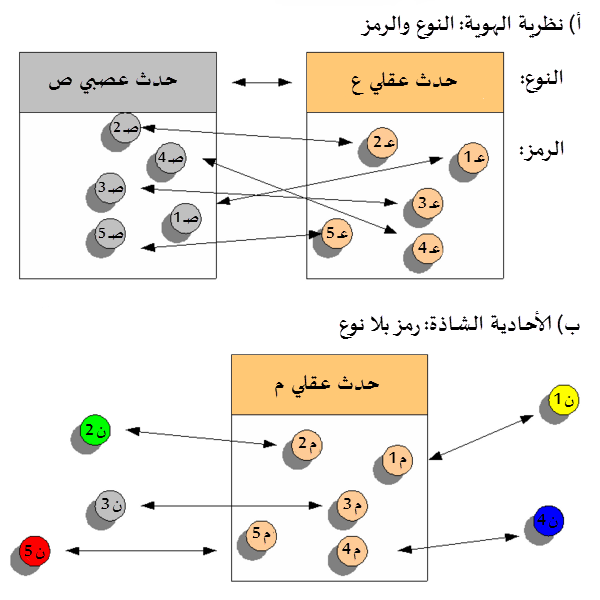
نظرية الهوية التقليدية مقابل الأحادية الشاذّة. بالنسبة لنظرية الهوية، فكلّ تجسيد رمزي لنوع عقلي واحد (كما يتضح من الأسهم) يوافق رمز فيزيائي لنوع فيزيائي واحد. أمّا بالنسبة للأحادية الشاذّة، فإنّ توافقات رمز-رمز يمكن أن يقع خارج توافقات نوع-نوع. والنتيجة هي هوية رمزية.

بالرغم من المعقولية المبدئية لنظرية الهوية إلّا أنّها تواجه تحدّياً قويّاً متمثّلاً في أطروحة التحقيقية المتعدّدة التي شكّلها أوّلاً الفيلسوف هيلاري بوتنام. إذ من الواضح أنّ ليس فقط البشر هم من يستطيعون تجربة الألم، بل عدّة أنواع من الحيوانات تستطيع ذلك أيضاً. ومع ذلك يبدو أنّه من غير المحتمل أنّ كل هذه المخلوقات المتنوّعة التي تمرّ بنفس تجربة الألم تكون في حالة دماغية متطابقة. حتّى لو كانت هذه هي الحالة، فإنّ الألم لا يمكن أن يكون مطابقاً لحالة معيّنة للدماغ. ولذلك فإنّ نظرية هوية العقل لا أساس لها تجريبياً.
على الجانب الأخر، حتّى مع موافقة ما ذكر أعلاه، فإنّ ذلك لا يوجب تجاهل جميع أنواع نظريات الهوية. وفقاً لنظريات الهوية الرمزية، فإنّ حقيقة حالة معينة للدماغ والتي تكون متّصلة بحالة عقلية واحدة فقط لشخص ما لا يعني بالضرورة أنّ هناك ارتباطاً مطلقاً بين أنواع الحالات العقلية وأنواع حالات الدماغ. التمييز بين النوع والرمز يمكن توضيحه بمثال بسيط: كلمة green تحتوي على أربع أنواع من الحروف g, r, e, n ورمزين (حدثين) للحرف e بمقابل واحد من كل من الأحرف الأخرى. إنّ فكرة هوية الرمز هي أنّ هناك أحداث معينة من حوادث عقلية تكون متطابقة مع أحداث أو ترميزات معينة لحوادث فيزيائية محسوسة. تعتبر نظرية الأحادية الشاذّة (انظر الأسفل) ومعظم غيرها من النظريات الفيزيائية غير الاختزالية هي نظريات هوية رمزية. على الرغم من تلك المسائل، فإنّ هناك اهتمام متجدّد بنظرية الهوية النوعية اليوم، ويرجع ذلك بشكل أساسي إلى تأثير الفيلسوف جايغون كيم.

#### الوظائفية
صيغت وجهة النظر القائمة على الوظائفية من قبل هيلاري بوتنام وجيري فودور، وذلك كردّ فعل للقصور الذي أبدته نظرية هوية العقل (الفيزيائية النموذجية).، والتي رأى فيها كلّ من بوتنام وفودور أنّ الحالات العقلية (الذهنية) من منظور تجريبي على شكل نظرية حاسوبية للعقل. وفي نفس الوقت تقريباً أو بعده بقليل، قدّم كل من ديفيد أرمسترونغ وديفيد لويس صياغة أخرى من الوظائفية، والتي حلّلت المفاهيم العقلية في علم النفس الشعبي في إطار أدوراها الوظيفية. بالإضافة إلى ذلك، فإنّ فكرة فيتغنشتاين عن المعنى كاستخدام أدّت إلى ظهور نسخة من الوظائفية على شكل نظرية للمعنى، والتي طوّرت لاحقاً من قبل ولفريد سيلارز وجيلبرت هارمان؛ كما ظهرت نسخة من الوظائفية على شكل وظائفية نفسانية من قبل فلاسفة المذهب الطبيعي.
ما تتشارك به هذه الأشكال المختلفة من الوظائفية هو الأطروحة التي تقول أنّه يمكن تمييز الحالات العقلية من خلال العلاقات السببية مع حالات عقلية أخرى ومع مدخلات حسّية ومخرجات سلوكية. بمعنى أنّ الوظائفية تبتعد عن الدخول في تفاصيل الإجراء الفيزيائي للحالة العقلية وذلك بوصفها من منظور الخصائص الوظيفية اللاعقلية. على سبيل المثال، يمكن أن تميّز الكلية علمياً بوظيفتها في تصفية الدم والمحافظة على توازنات كيميائية محدّدة داخل الجسم. تبعاً لوجهة النظر تلك، فإنه لا يهم إذا كانت الكلية مصنوعة من أنسجة عضوية أو أنابيب نانوية بلاستيكية أو رقائق سيليكون؛ إنّما المهم هو الدور الذي تقوم به وعلاقة ذلك العضو بالأعضاء الأخرى، وهو الذي يعرّفها على أنّها كلية.

#### الفيزيائية اللااختزالية
تمسّك فلاسفة المذهب الفيزيائي اللاختزالي بشدّة بقناعتين أساسيتين فيما يتعلّق بعلاقة الجسم بالعقل 1) الحالة الفيزيائية هي الحالة الصحيحة والحالة الذهنية يجب أن تكون حالة فيزيائية مادّية، ولكن 2) جميع النظريات الاختزالية غير مُرضية: فالحالة الذهنية لا يمكن أن تختزل في سلوك أو حالات دماغية أو حالات وظيفية. وبالتالي، فإنّ السؤال الذي يطرح نفسه: هل يوجد نظرية فيزيائية لااختزالية. تعدّ الأحادية الشاذة للفيلسوف دونالد ديفيدسن  محاولة لصياغة مثل هذا النمط من الفيزيائية.
استخدم ديفيدسون أطروحة التابعية: وهي أنّ الحالة الذهنية تفوق وتعلو لكنها تتبع الحالة الفيزيائية، ولكن لا يمكن اختزالها إليها. تصف التابعية بالتالي الاعتماد الوظيفي: لا يمكن أن يكون هناك تغيّر في الحالة الذهنية دون حدوث أي تغيّر في قابلية الاختزال الفيزيائية-السببية بين القوى العقلية والفيزيائية من دون قابلية اختزال وجودية لتلك القوى.
تحاول النظريات الفيزيائية اللااختزالية الإبقاء على كلّ من التمييز الوجودي بين العقل والجسم وعلى محاولة حلّ جزء من اللغز بطريقة أو بأخرى؛ لكنّ النقّاد يرون تلك المحاولة كمفارقة، ويشيرون إلى وجود وجه من الشبه مع الظاهراتية المصاحبة، وذلك من حيث أنّ الدماغ ينظر إليه على أنّه الجذر «المسبب» وليس العقل، وأن العقل يعتبر غير فاعل. تعتبر الظاهراتية المصاحبة الحالات العقلية منتجاً ثانوياً للحالة الفيزيائية للدماغ. يكون التفاعل في اتّجاه واحد (حل جزء من اللغز) ولكن ترك بالمقابل حالة ذهنية لااختزالية (كمنتج ثانوي لحالة الدماغ) - وحالة قابلة للاختزال سببياً، ولكنّها غير قابلة للاختزال وجودياً إلى الحالة الفيزيائية. يرى أتباع مذهب الظاهراتية المصاحبة أنّ الألم يحدث بسبب حالة للدماغ، وليس له تأثير على حالات أخرى للدماغ؛ على الرغم من وجود تأثير على الحالات الذهنية الأخرى (أي أنه يسبّب الكرب والتوتر).

#### الانبثاقية الضعيفة
تعدّ الانبثاقية الضعيفة شكلاً من أشكال الفيزيائية اللاختزالية والتي تنطوي على وجهة نظر طبقية للطبيعة: إذ تعتبر أنّها مؤلّفة من طبقات، والتي تكون مرتّبة حسب ازدياد تعقيدها، وكلّ منها لها علمها الخاص الموافق. يرى بعض الفلاسفة بأنّ الخصائص المنبثقة تتفاعل سببياً مع بعض الطبقات الأكثر أساسية، في حين يرى أخرون أنّ الخصائص العليا تتولّى تنظيم الخصائص الدنيا بدون تفاعل سببي مباشر. لذلك تعدّ المجموعة الأخيرة من الفلاسفة أنّها أقلّ صرامة، أو «أضعف»، في ما يتعلّق بتعريف الانبثاقية، والذي يمكن أن يصاغ على الشكل التالي: تكون خاصية (خ) لجسم مركب (ج) منبثقة إذا كان من المستحيل ميتافيزيقياً لجسم آخر أن يفتقد الخاصية (خ)، وذلك في حال كان الجسم الأخير مكوّناً من أجزاء لها خصائص جوهرية مطابقة لتلك الموجودة في (ج)، وكان لديه تلك الأجزاء موجودة في ترتيب مطابق.
لتوضيح ذلك يستخدم الانبثاقيون مثال اكتساب الماء لخاصّية جديدة عند ارتباط ذرّة الهيدروجين H مع ذرّة الأكسجين O لتكوين جزيء الماء H2O. فمن هذا المثال تنتج أو «تنبثق» خاصّية جديدة وهي كون الماء سائل شفاف، والتي لم يكن من الممكن التنبّؤ بذلك بمعرفة خواص الهيدروجين H والأكسجين O الغازية. من ذلك المثال يمكن القياس بأنّ الخواص الفيزيائية للدماغ تقود إلى حالة عقلية ذهنية. وبهذه الطريقة حاول فلاسفة الانبثاقية التوصّل إلى حلّ لمشكلة الفجوة بين العقل والجسد. بالمقابل، فإنّ إحدى المشكلات التي ترافق الانبثاقية هي فكرة «إغلاق السببية» في العالم، والتي لا تسمح للسببية من العقل إلى الجسم.

#### المادية الإقصائية
في حال كان الشخص مادّياً ويعتقد أنّ جميع جوانب علم النفس البديهية ستجد اختزالاً لها إلى علم الأعصاب المعرفي الكامل، وإذا كانت المادّية اللااختزالية خاطئة، فمن الممكن أن يجد المرء نفسه أخيراً في وضع نهائي أكثر تطرّفاً وهو المادية الإقصائية.
يوجد أشكال مختلفة من المادّية الإقصائية، إلّا أنّ جميعها تقر بأنّ الفهم العام للأمور، ما يعرف باسم «علم النفس الشعبي» يقوم بتمثيل طبيعة بعض جوانب الإدراك بشكل سيئ. يزعم أصحاب مدرسة المادّية الإقصائية من أمثال بول وباتريسيا تشيرتشلاند أنّه في حين يعامل علم النفس الشعبي المعرفة والإدراك على أنّه من حيث الأساس شبيه بالجملة، فإنّ النموذج غير اللغوي القائم على شبكات/متّجهات حسب نظرية الشبكة العصبية أو الاتصالية سيبرهن على أنّه سيكون تفسيراً أكثر دقّة في معرفة كيف يعمل الدماغ.
غالباً ما يتذرّع الزوج تشيرتشلاند بمصير نظريات شعبية وووجودية التي نشأت وبرزت على مرّ العصور ثمّ ثبت خطؤها. على سبيل المثال، عمل البطالمة الفلكيون على شرح حركة الكواكب والتنبّؤ بها لعدّة قرون، ولكن في نهاية المطاف تمّ القضاء على هذا النموذج من النظام الشمسي من خلال نموذج كوبرنيكوس. ويعتقد الزوج تشيرتشلاند أنّ المصير نفسه سينتظر نموذج الاتجاه الافتراضي.

### الأحادية اللافيزيائية

#### المذهب المثالي
المثالية هي شكل من أشكال الأحادية التي تنظر للعالم على أنّه مؤلّف من عقول ومحتويات عقلية و/أو وعي. لم يواجه المثاليون بشرح كيفية نشوء العقول من الأجسام، فبدلاً من ذلك تمّ اعتبار العالم والأجسام والهيئات مجرّد مظاهر تمّ حفظها من قبل العقول. مع ذلك، فإنّ إيجاد تفسير لمسألة العقل والجسد لم يكن الدافع الرئيسي للمثاليين، إنّما كان دافعهم منطلقاً من الشكوكية والقصدية والطبيعة المميّزة للأفكار.
تعدّ المثالية من المذاهب الفلسفية الشائعة في الفكر الديني والفلسفي الشرقي، وقد مرّ بفترات عديدة من الترويج والإهمال في تاريخ الفلسفة الغربية.
هناك أنواع مختلفة من المثالية يُمكن أن توجز على الشكل التالي:
- عقول متعدّدة (المثالية التعددية)
- عقل بشري واحد فقط (وحدة الأنا)
- المطلق الفردي، أو روح العالم (Anima mundi)، أو الواحد، أو الروح العليا.

#### الأحادية المحايدة
الأحادية المحايدة في الفلسفة هي الرأي الميتافيزيقي الذي يرى بأنّ العقل والمادّة هما طريقان لتنظيم أو وصف ذات العناصر، والتي هي بحدّ ذاتها «محايدة»، أي أنّها ليست عقلية وليست مادية. ينكر هذا الرأي أنّ العقل والمادّة شيئان يختلفان عن بعضهما اختلافاً جذرياً. على العكس من ذلك، تدّعي الأحادية المحايدة أنّ الكون يحتوي على نوع واحد من المكوّنات، تأتي في شكل عناصر محايدة لا هي عقلية ولا مادّية. قد تحتوي هذه العناصر المحايدة على خصائص الشكل واللون، تماماً كما نكون على تماس مباشر مع تلك الخصائص. لكنّ هذه العناصر ذات الألوان والأشكال لا توجد في العقل (تعتبر كيان حقيقي، سواء بشكل فيزيائي أو ثنائي)، بل هي موجودة بحدّ ذاتها.

## الغموضية الجديدة (عدم القابلية للحل)
اتّبع بعض الفلاسفة النهج المعرفي في مسألة العقل - الجسد، وزعموا أنّ تلك المشكلة غير قابلة للحل في الوقت الحالي، وربّما سوف يستعصي دوماً على البشر حلّها. يسمّى هذا المنهج بالعادة باسم الغموضية الجديدة. يذهب كولين ماكغين إلى أنّ معرفة البشر محدودة فيما يخصّ عقولهم الخاصّة، ويدعى ذلك في الأوساط الفلسفية باسم إغلاق معرفي Cognitive closure. ووفقاً لماكغين، تفتقر عقول البشر إلى طرق تشكيل المفاهيم لتمام إدراك كيف أنّ الخصائص العقلية مثل الوعي تنشأ من أساسها السببي.
وقد تمّ شرح المفهوم بطريقة أكثر اعتدالا من قبل توماس ناغل، والذي يرى أنّ مشكلة العقل والجسد غير قابلة للحل في المرحلة الحالية من التطوّر العلمي، وأنّه قد يتطلّب الأمر حدوث نقلة نوعية علمية في المستقبل (تحول النموذج الفكري) أو ثورة لسدّ هذه الفجوة. يفترض ناغل أنّه في المستقبل سيكون هناك نوع من الظواهر الموضوعية قادر على سدّ ما يسمّى ثغرة الشرح. يفترض ناغل مستقبلاً وجود نوع من «علم الظواهر الموضوعي» القادر على سدّ الثغرة بين تجارب الوعي الذاتي وبين الأساس المادّي.

## النقد اللغوي لمسألة العقل والجسد
إنّ كلّ محاولة للإجابة عن مسألة العقل والجسد تواجَه بمشاكل جوهرية. أبدى بعض الفلاسفة رأيهم في هذا الخصوص بقولهم بوجود التباس بالمفهوم غير ظاهر للعيان. قام هؤلاء الفلاسفة، مثل لودفيغ فيتغنشتاين وأتباعه من منهج النقد اللغوي التقليدي، برفض المسألة ككلّ واعتبارها وهمية. كان اعتراضهم أنّه من الخطأ طرح سؤال كيف يمكن للحالات العقلية والحيوية (البيولوجية) أن تتلاءم سويّة، إذ ينبغي بالأصحّ أن يكون مقبولاً ببساطة أنّ التجربة الإنسانية يمكن وصفها بأساليب مختلفة، على سبيل المثال، باستخدام مفردات عقلية وحيوية (بيولوجية). تنشأ المشاكل الوهمية عندما يحاول شخص وصف مشكلة ما من كل ناحية باستخدام مفردات الأخرين أو قام باستخدام المفردات الذهنية في السياقات الخاطئة. هذه الحالة، على سبيل المثال، هي ما يجده الشخص لو بحث عن حالات القدرات الذهنية للدماغ. الدماغ ببساطة هو السياق الخاطئ في استخدام المفردات العقلية، والبحث عن الحالات الذهنية للدماغ هو خطأ في التصنيف أو نوع من المغالطة المنطقية.
غالباً ما تعتمد وجهة النظر هذه في وقتنا الحالي من قبل المفسّرين لكتابات فيتغنشتاين مثل بيتر هاكر. مع العلم أن هيلاري بوتنام المدافع عن مبدأ الوظائفية، كان قد تبنّى وجهة النظر القائلة أنّ مسألة العقل والجسد هي مسألة وهمية، وينبغي حلّها وفقاً لأسلوب فيتغنشتاين.

## الداخليانية والخارجيانية

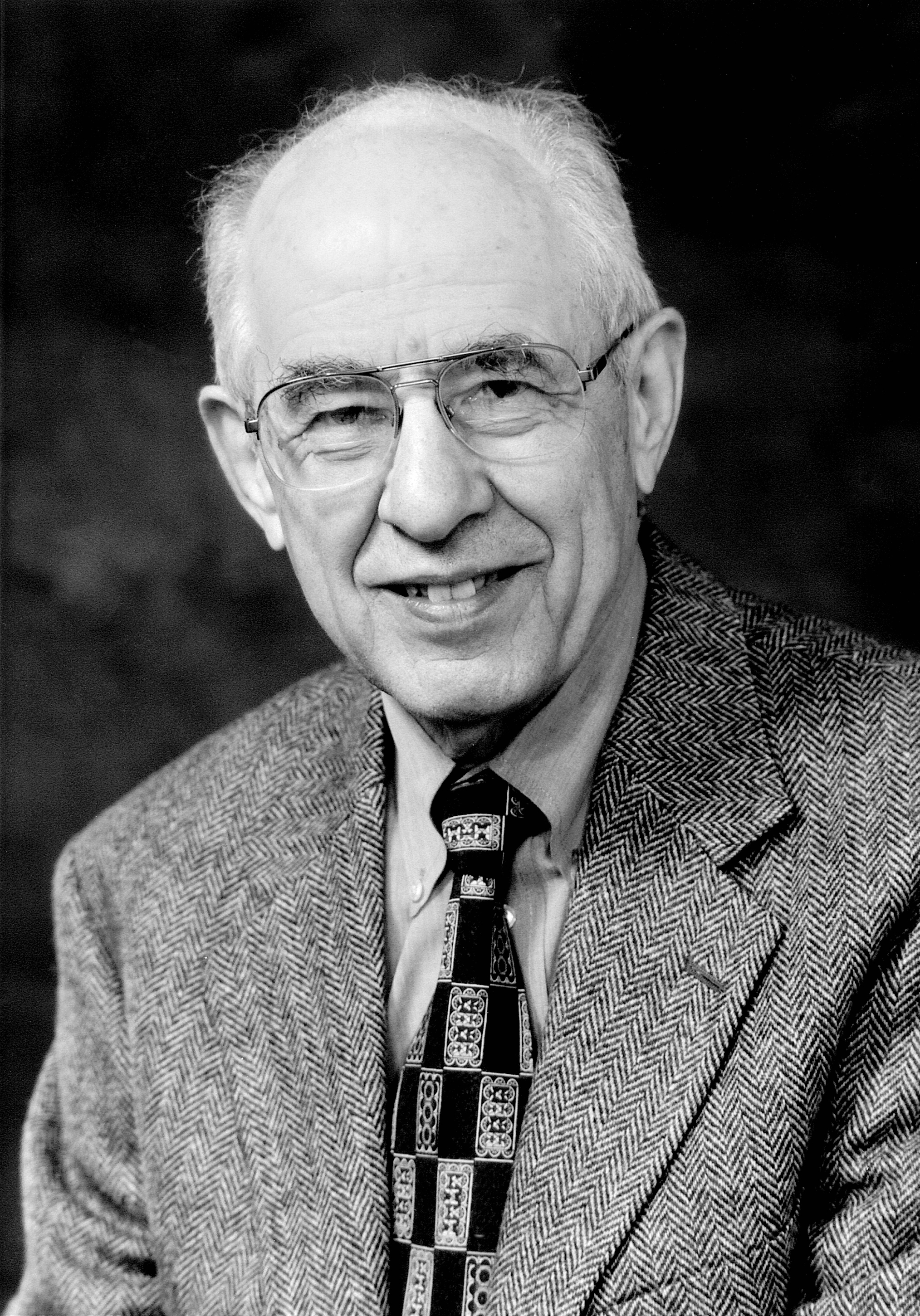
هيلاري بوتنام

أين يقع العقل ؟ إن كان العقل أحد أنواع الظواهر الفيزيائية فعليه أن يشغل حيّزًا ما. ويكون الحلّ للبعض بوجود احتمالين اثنين ممكنين: إمّا أن يكون العقل داخل الجسم (داخليانية) أو خارجه (خارجيانية). وبصورة عامّة، إمّا أن يعتمد العقل على الأحداث والخصائص التي تحدث داخل ذلك الجسم فقط، أو أن يعتمد أيضاً على عوامل تحصل خارجه.
التزم أنصار الداخليانية بالرأي الذي مفاده أنّ النشاط العصبي كافٍ لإنتاج العقل؛ في حين أنّ أنصار الخارجيانية حافظوا على رأيهم بأنّ العالم المحيط له بعض الدور التأسيسي للعقل.
هناك عدّة أنماط للمدرسة الخارجيانية: منها الخارجيانية الدلالية وهي النوع الرئيسي، والخارجيانية المعرفية، بالإضافة إلى الخارجيانية الظاهراتية.
تتبنّى الخارجيانية الدلالية فكرة أنّ المحتوى الدلالي لعقل شخص ما يعرّف كلّياً أو جزئياً بواسطة الأمور الخارجية لجسم ذلك الشخص. أوضح هيلاري بوتنام ذلك بمثال جيّد من خلال تجربة فكرية أسماها «الأرض التوأم».
أمّا الخارجيانية المعرفية فهي مجموعة واسعة من وجهات النظر التي تشير إلى دور البيئة والأدوات والنموّ والجسم في تجسيد المعرفة. تعدّ آراء مذاهب «المعرفة المجسّدة» و «العقل الموسوعة» و «التفاعلية العقلية» أمثلة جيّدة على الخارجيانية المعرفية. في حين أنّ الخارجيانية الظاهراتية تعتقد أنّ الجانب المرتبط بالظاهرة فيما يخصّ العقل يكون خارجياً بالنسبة للجسم.

## الطبيعانيّة ومشاكلها
ترى الفرضيّة الفيزيائيّة أنّ العقل جزء من العالم المادّي أو «العضوي». إنّ مثل هذا الموقف يطرح إشكالية أنّه يجب أن يكون للعقل خصائص معيّنة لا يملكها أيّ شيء آخر مادّي. يجب على الفيزيائية لذلك أن تشرح كيف يمكن لهذه الخصائص أن تنبثق من شيء مادّي. إنّ مشروع دعم هذا التبرير يشار إليه عادةً «طبيعانيّة العقل». وبعض المشاكل المعقّدة التي يحاول هذا المشروع حلّها تتضمّن وجود الكيفيات المحسوسة (الكواليا) وطبيعة القصد.

### الكيفيات المحسوسة
الكثير من الحالات العقلية يجري اختبارها بشكل ذاتي بأكثر من طريقة على يد أفراد مختلفين. ومن خصائص الحالة العقلية أنّ لها كيف تجريبي. مثال: الألم، عندما يؤلم. ولكن الإحساس بالألم يختلف بين شخصين وهو غير متطابق، لأنّه لا أحد يستطيع أن يقيس الألم بشكل مثالي، أو أن يشرح كيف يُحس بالألم تماماً. يتساءل الفلاسفة والعلماء لذلك عن مصدر تلك الخبرات التجريبية. إنّ وجود الأحداث في المخّ (السيالات العصبية) بحدّ ذاتها لا يمكن أن يشرح لماذا تصاحبها تجارب نوعية موافقة. إنّ لغز الإجابة عن سؤال: «لماذا الكثير من العمليات في المخ تحدث بمصاحبة جانب تجريبي في الوعي؟» يبدو عصيّاً على الشرح والتحليل.
ولكن يبدو للكثيرين أن العلم لا محالة سيشرح هذه التجارب في النهاية. وهذا الاقتضاء آتٍ من افتراض وجود تفسيرات اختزالية. بناءً على هذا الرأي، لو نجحت محاولة شرح ظاهرة بشكل اختزالي (مثال: الماء)، فإنّه من الممكن شرح لماذا تملك تلك الظاهرة جميع خصائصها (مثال: السيولة، الشفافية). فيما يتعلق بالحالات العقلية، هذا يعني أنّه يجب أن يكون هناك شرح وتوضيح كيف لهذه الخاصية بأنّ تكون «مجرّبة» في حالة خاصّة.
انتقد الفيلسوف الألماني مارتن هايدغر الافتراضات الانطولوجية (الوجودية) التي تؤيّد هذا النموذج الاختزالي، وادّعى أنّه يستحيل أن يفهم أيّ شيء منطقي من التجربة بهذه المصطلحات. وهذا، حسب ما يقول هايدغر، لأنّ طبيعة تجاربنا الشخصية الذاتية ومزاياها (كيفياتها) عصيّة على الفهم بناء على «فحوى» (مواد) الديكارتية التي تحمل «مواصفات» (خصائص). طريقة أخرى لشرح الفكرة هي أنّ المفهوم «نفسه» للتجربة النوعية الكيفية غير مترابط بمفهوم المواد التي لها خصائص، أو أنّه غير قابل للمقايسة معها.
هذه المشكلة المتمثّلة بشرح الجوانب الاستبطانية للحالات العقلية للشخص الأول «المتكلّم» والوعي بشكل عام فيما يخص ويناسب علم الأعصاب الكمّي للشخص الثالث «الغائب» تسمّى الفجوة التفسيرية. هناك رؤى متفاوتة حول طبيعة هذه الفجوة التفسيرية بين فلاسفة العقل المعاصرين. فسّر ديفيد تشالمرز وفرانك جاكسون هذه الفجوة أنّها وجودية في طبيعتها، فقد ذكرا أنّ الكيفات المحسوسة (الكواليا، وهي حالات فردية لتجارب واعية ذاتية) لا يمكن أن تفسّر أبداً بالعلم لأنها فيزيائياً مزيّفة. بالتالي هناك صنفين منفصلتين متضمّنين، ولا يمكن لواحد منهما أن يختزل في الآخر. هناك وجهة نظر مغايرة اتخذها فلاسفة آخرون مثل توماس ناغل وكولين ماكغين، ومفادها أنّ الفجوة معرفية في طبيعتها. بالنسبة لناغل فإنّ العلم ليس قادراً بعد على شرح التجربة الذاتية، لأنّه لم يصل بعد إلى مستوى أو نوعية المعرفة المطلوبة، بحيث أنّنا غير قادرون حتّى على صياغة المشكلة بشكل مترابط. بالنسبة لماكغين، من الجانب الآخر، فالمشكلة هي القيود البيولوجية الدائمة والموروثة. نحن غير قادرون على حلّ الفجوة التفسيرية لأنّ مملكة التجربة الذاتية تخصّنا معرفياً بالشكل نفسه الذي يربط بين فيزياء الكمّ والفيلة (مثال تهكّمي للفجوة). فلاسفة آخرون قاموا بتصفية الفجوة على أنّها إشكالية دلالية محضة. هذه المشكلة الدلالية قادت، بالطبع، إلى مصطلح «السؤال الكوالي» (حالات فردية لتجارب واعية ذاتية) والذي هو: هل الأحمر يسبب الاحمرار (أي هل اللون الأحمر هو من يسبب الشعور باللون الأحمر)؟

### القصدية
تعني القصدية القدرة على توجيه الحالات العقلية إلى أو في علاقة بالعالم الخارجي. وعلى هذا يمكن تصنيفها على أنّها قيم حقيقة. عندما يحاول أحدهم أن يختزل هذه الحالات إلى عمليات طبيعية تنشأ هنا مشكلة: فالعمليات أو الآليات الطبيعية ليست صائبة أو خاطئة، هي تحدث فقط «بكل بساطة». ولن يكون من المنطقي أن نقول أنّ العملية الطبيعية صائبة أم خاطئة. لكن الأفكار العقلية والأحكام هي التي تكون صحيحة أو خاطئة. لذا كيف يمكن أن يكون للحالات العقلية (التي هي الأفكار والأحكام) أن تكون عمليات طبيعية؟ إنّ إمكانية تحديد القيمة الدلالية إلى أفكار يفرض بحدّ ذاته أن تكون الأفكار حقائق. ولذلك مثلاً: إنّ فكرة أنّ هيرودوت كان مؤرّخاً تشير إلى هيرودوت وإلى حقيقة أنّه كان مؤرّخاً. إذا كانت الحقيقة صحيحة، فالفكرة إذاً صحيحة: وإلّا كانت خاطئة. لكن من أين تأتي هذه العلاقة؟ في الدماغ، هناك عمليّات كهروكيميائية فقط، ولا يبدو أنّ لها أيّ علاقة مع هيرودوت.

## فلسفة العقل والعلم
إنّ البشر مخلوقات جسدية «مادّية» وعلى هذا فإنّها معرّضة للاختبار والوصف من قبل العلوم الطبيعية. ولأنّ العمليات العقلية ذات علاقة وطيدة وقريبة للعمليات الجسدية، فإنّ الأوصاف التي تزوّدها العلوم الطبيعية للبشر تلعب دوراً هامّاً في فلسفة العقل. هناك الكثير من التخصّصات العلمية التي تدرس العمليات المتعلّقة بالحالة العقلية. وتضمّ القائمة مجموعة من العلوم منها: الأحياء وعلوم الكمبيوتر والعلوم الإدراكية وعلم التحكم الآلي واللغويات والطب والصيدلة وعلم النفس.

### علم الأعصاب

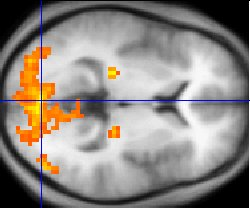
منذ ثمانينات القرن العشرين، زودت الإجراءات المتطورة لتصوير الأعصاب مثل الرنين المغناطيسي الوظيفي (أعلاه)، بمعرفة أكثر حول عمل الدماغ البشري، وتسليط الضوء على المشاكل الفلسفية القديمة.

إنّ الخلفية النظرية لعلم الأحياء مادّية في الأساس، كما هو الحال مع العلوم الطبيعية الحديثة بشكل عام. الغاية من الدراسة في المقام الأول، هي العمليات الجسدية، والتي تعتبر أساسيات النشاط الذهني والسلوك. يمكن ملاحظة النجاح المتزايد لعلم الأحياء في تفسير الظواهر العقلية في ظل غياب أيّ تجربة من شأنها دحض الافتراض المسبق لها والتي تنصّ على أنّه «لا يمكن أن يحصل تغيّر على حالة العقل للشخص من دون حصول تغيّر على حالة الدماغ».
في مجال بيولوجيا الأعصاب، هناك العديد من التخصّصات الفرعية التي تهتمّ بالعلاقة بين الحالات العقلية والعمليات الجسدية: ومن ذلك: علم الفيزيولوجيا العصبية الحسّية، والذي يبحث العلاقة بين عمليات الإدراك والتحفيز. بينما يقوم علم الأعصاب المعرفي على دراسة العلاقات المتبادلة بين العمليات العقلية والعمليات العصبية. أمّا علم النفس العصبي فيصف اعتماد القدرات العقلية على مناطق تشريحية محدّدة من الدماغ. وأخيراً، علم الأحياء التطوري والذي يدرس أصل وتطوّر النظام العصبي البشري وأساس العقل، كما يصف أيضاً النشوء والتطور والنمو السلالاتي للمظاهر العقلية بدءاً من مراحلها الأوّلية. علاوةً على ذلك، يضع علم الأحياء التطوّري قيوداً مشدّدة على أيّة نظرية فلسفية للعقل، حيث أنّ الآلية الجينية القائمة على الانتقاء الطبيعي لا تسمح لأي قفزات عملاقة في مجال تطوير البرمجيات العصبية أو تعقيدها، ولكن ذلك يتمّ فقط من خلال خطوات تدريجية على مدى فترات زمنية طويلة.
أدّت الاكتشافات المنهجية لعلوم الأعصاب، خاصّةً مع استخدام وسائل التقنية الحديثة العالية في مجال التصوير العصبي، إلى دفع العلماء لوضع برامج أبحاث واعدة، أحد أهمّ أهدافها هو وصف وشرح العمليات العصبية التي تحدث مع الوظائف العقلية الموافقة، أي الربط العصبي للوعي.

### علوم الحاسب
يركّز علم الحاسوب على دراسة المعالجة الآلية للمعلومات (أو على الأقل يركّز على الأنظمة الفيزيائية للرموز، والتي تحدّد المعلومات) باستخدام جهاز الحاسوب. تمكّن مبرمجو الحاسوب من تطوير البرامج التي تسمح للحاسوب بتنفيذ المهام التي يحتاج الإنسان إلى استخدام العقل لحلّها. ومثال بسيط على ذلك هو عملية الضرب، إذ أنّه من الواضح أنّ الحاسب لا يستخدم العقل في عملية الضرب. هنا يتبادر إلى الذهن سؤال: «هل من الممكن أن يأتي يوم يصبح للحاسب ما يدعى العقل؟». دفع هذا السؤال إلى مقدّمة النقاشات الفلسفية كثيراً بسبب الأبحاث في مجال الذكاء الصناعي.
ضمن نطاق الذكاء الصناعي هناك فرق بين برامج الأبحاث المتواضعة وبين الأبحاث الطموحة: وهذا الفرق صاغه جون سورل بوضع تصنيف ذكاء اصطناعي قويّ و ذكاء اصطناعي ضعيف. الهدف الأساسي من الذكاء الاصطناعي الضعيف حسب سورل هو المحاكاة الناجحة للحالات الذهنية بدون أيّة محاولة لجعل الحاسب واعياً أو مدركاً لذلك. بالمقابل، فإنّ الهدف من الذكاء الصناعي القويّ حسب سورل، هو جعل الحاسوب مماثلاً للتفكير البشري. يعدّ آلان تورنغ أحد الروّاد في مجال الذكاء الاصطناعي «القويّ»، والذي قام بوضع اختبار تورنغ الشهير كإجابة للسؤال: «هل يستطيع الكمبيوتر التفكير؟». آمن تورنغ أنّ الحاسب يمكن أن يقال عنه أنه “يفكّر”، إذا وضع في حجرة بمفرده بجوار حجرة أخرى فيها إنسان لديه نفس الأسئلة التي تطرح عليه من قبل إنسان يمثل الطرف الثالث، وكانت ردود الحاسوب بشكل لا يمكن التمييز بينها وبين ردود الإنسان الذي يحلّ الأسئلة. فمن حيث المبدأ، تتبع نظرة تورينغ حول ذكاء الآلات النموذج السلوكي للعقل بشكل أساسي — وهو أنّ الذكاء هو ما يفعله الذكاء —. تلقّى اختبار تورنغ الكثير من الانتقادات، ومن ضمن هذه الانتقادات الأكثر شهرة على الأغلب التجربة الفكرية التي صاغها سورل تحت اسم «الغرفة الصينية».

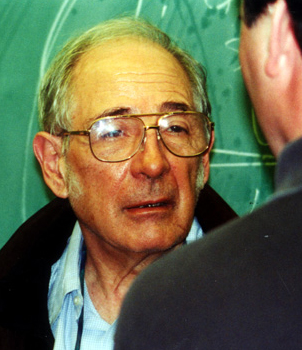
جون سورل هو واحد من أكثر فلاسفة العقل تأثيراً ومن دعاة المذهب الطبيعي الحيوي (بيركلي 2002))

السؤال حول مدى حساسية الحواسيب أو الروبوتات لازال مفتوحاً. يؤمن بعض علماء الحاسوب أنّ تخصّص الذكاء الاصطناعي هذا ما زال بمقدوره إصدار إسهامات جديدة لحلّ مسألة العقل والجسد. وقد اقترحوا لذلك، أنه بناءً على علاقة التأثير المتبادل بين البرمجيات والعتاد التي تحدث في جميع الحواسيب، فإنّه من الممكن في يومٍ ما أن تكتشف نظريات تساعدنا على فهم العلاقة المتبادلة بين عقل الإنسان والدماغ.

### علم النفس
علم النفس هو العلم الذي يبحث في الحالات العقلية بشكل مباشر. يستخدم بشكل عام طرق تجريبية ليتحّقق من أوضاع العقل المحسوسة والمحدّدة مثل الفرح، الخوف الوساوس. يبحث علم النفس في القوانين التي تربط هذه الأوضاع العقلية مع بعضها البعض أو مع مدخلات ومخرجات أعضاء جسم الإنسان.
مثال ذلك علم النفس الإدراكي، إذ اكتشف العلماء الذين يعملون في هذا المجال المبادئ العامة لإدراك الأشكال. إحدى قوانين علم النفس للأشكال تقول أنّ الأجسام المتحرّكة في نفس الاتّجاه ينظر إليها بأنّها مترابطة مع بعضها البعض. هذا القانون يشرح العلاقة بين المدخلات البصرية وحالة الإدراك العقلي. ومع ذلك، فإنه لم يتمّ الإشارة إلى أيّ شيء عن طبيعة الحالة الإدراكية. القوانين التي تمّ اكتشافها بواسطة علم النفس متوافقة مع جميع الأجوبة التي تم وصفها لمسألة العقل والجسد.

### العلوم المعرفية (الإدراكية)
العلوم المعرفية الإدراكية هي الدراسة العلمية متداخلة التخصصات للعقل وعملياته. هذه الدراسة تبحث ماهيّة الإدراك المعرفي، ماذا يفعل؟، وكيف يعمل؟، ويشمل ذلك الأبحاث في الذكاء والسلوكيات، مع التركيز بشكل خاصّ على كيفية عرض المعلومات، ومعالجتها وتحويلها (في حواس مثل الإدراك الحسي واللغة والذاكرة والمنطق والعاطفة) وذلك في الجهاز العصبي (للإنسان أو الحيوان) والأجهزة على سبيل المثال (أجهزة الكمبيوتر). تتألّف العلوم المعرفية من تخصّصات بحثية متنوّعة تشمل علم النفس والذكاء الاصطناعي والفلسفة وعلم الأعصاب وعلم اللغات وعلم الإنسان وعلم الاجتماع والتعليم. تمتدّ العلوم المعرفية إلى عدّة مستويات تحليلية من مستويات تعليمية منخفضة وآليات اتّخاذ القرار إلى مستويات مرتفعة من المنطق والتخطيط، من الدارات العصبية إلى منظومة وحدات الدماغ.

## فلسفة العقل في الفلسفة القارية
ركّز معظم النقاش في هذا المقال على أسلوب أو تقليد واحد فقط للفلسفة في الثقافة الغربية الحديثة والتي تدعى عادة بالفلسفة التحليلية أو (الأنجلو - أمريكية). هناك العديد من المدارس الفكرية الأخرى الموجودة، ولكنّها كانت تندرج تحت وسم فلسفي واسع ومبهم أحياناً وهو الفلسفة القارّية، على كلّ الأحوال، وبالرغم من كثرة المواضيع والطرق هنا، فبالنظر إلى العلاقة مع فلسفة العقل يمكن القول أنّ المدارس المتعددة التي تقع تحت هذا التصنيف (الظواهر الوجودية، الخ) تختلف عالمياً عن المدرسة التحليلية، حيث أنّهم يركّزون بشكل أقلّ على اللغة والتحليل المنطقي وحده، ولكنّها تأخذ بأشكال أخرى من فهم وجود الإنسان وخبرته. عند الإشارة تحديداً إلى مناقشة العقل، فهذا يميل إلى أن يُفسر بمحاولات لفهم الفكر والتجربة المحسوسة بمعنى أن لا تنطوي على مجرّد تحليل الأشكال اللغوية.
نشر إيمانويل كانط سنة 1781 كتابه نقد العقل الخالص، ثم قام لاحقاً بمراجعات رئيسية للكتاب سنة 1787. ترك هذا الكتاب أثراً مهمّاً فيما سمّي لاحقاً باسم فلسفة العقل، حيث عدّ نقد كانط أوّل عمل مهم في الفلسفة الحديثة في الغرب على الإجمال، سواء في الفلسفة القارية أو الفلسفة التحليلية (الأنجلو-أمريكية). طوّرت أعمال كانط آليّات الدراسة المتعمّقة للوعي في المثالية المتعالية ولحياة العقل كما هو مفهوم بالمقولات العامّة عند الوعي.
في كتابه «ظواهر العقل»، ناقش هيغل ثلاثة أنواع مختلفة للعقل «العقل الذاتي» ً ويرمز لتفكير الفرد، «العقل الموضوعي»، يرمز للتفكير المجتمعي، و «العقل المطلق» وهو اتحاد لكلّ المفاهيم والمبادئ.
في كتابه «المادّة والذاكرة» قدّم هنري برغسون سنة 1896 «مقالاً عن العلاقة بين الجسد والروح»، حيث كتب عن أمر مهمّ في العلم الوجودي وعن الفرق بين الجسد والعقل عن طريق اختزال المشكلة لتصبح أقرب إلى الذاكرة، وهذا ما سمح بإيجاد حلّ بُني على امتحان تجريبي على حالة تعاني من الحبسة (عدم المقدرة على الكلام).
في العصر الحديث، هناك مدرستين رئيسيتين كان لهما دور في الردّ أو معارضة التقليد الهيغلي وهما: مدرسة الظواهر ومدرسة الوجودية. مدرسة الظواهر التي أسّسها إدموند هوسرل، والتي تركّز على محتويات العقل البشري وكيف أنّ العمليات الظواهرية تشكّل خبراتنا. أمّا الوجودية فهي مدرسة فكرية تأسّست على عمل سورين كيركغور، تركّز على محتوى التجارب وكيفية تعامل العقل معها.

## العقل في الفلسفة الإسلامية

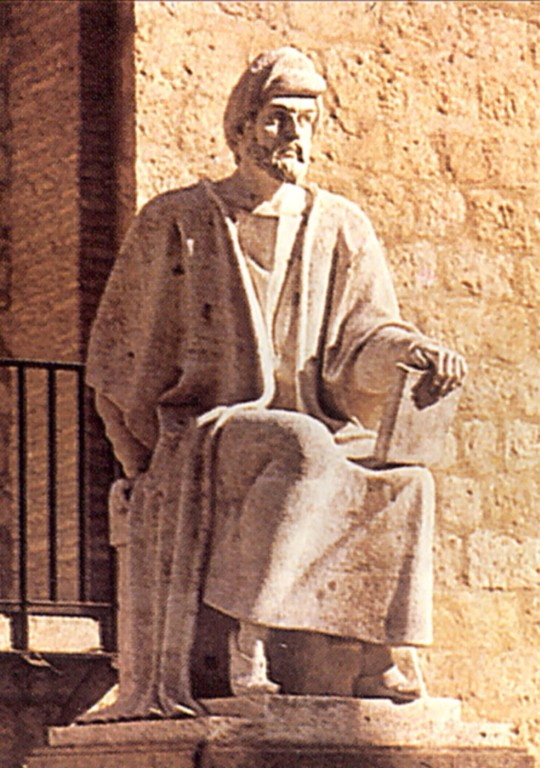
تمثال لابن رشد في قرطبة

كان موضوع العقل محطّ نقاش ودراسات وآراء في الفكر والفلسفة الإسلامية. تأثّر الفلاسفة المسلمون بآراء الفلاسفة الإغريق مثل أرسطو الذي قسّم العقل إلى أربعة أصناف وهي (أ) العقل الهيولاني، أو العقل بالقوة (ب) العقل بالفعل أو العقل بالمَلَكة؛ أي النفس الناطقة (ج) العقل الفعَّال (د) العقل المستفاد أو العقل المطلق. وتبنّى هذا الرأي الفلاسفة المسلمون أمثال ابن سينا والكندي والفارابي والغزالي وابن ماجه حيث أبرزوا تدرّج هذه العقول وارتبط ذلك بمفهوم النفس (أو الروح) وفق المنظور الديني.
أمّا ابن رشد فقسّم العقول إلى ثلاثة أنواع: (أ) العقول البرهانية (ب) العقول المنطقية (ج) العقول التي تستجيب للوعظ والأدلة الخطابية. إلّا أن بعض علماء المسملين مثل أبو بكر بن العربي أنكروا هذه التقسيمات، ورأوا أنّ العقل هو العلم، وهو صفة يتأتَّى بها إدراك العلوم، وهذا التعريف للعقل هو إحدى مقولات ابن تيمية في تعريف العقل. ممّا أدّى في النهاية إلى وجود مفهومين غير متطابقين للعقل في الفلسفة الإسلامية وهما العقل الفلسفي والعقل القرآني (أو العقل الديني)؛ فالأوّل يصل إلى النتائج بتسطير المقدّمات والاستدلال بها؛ لهذا، يبدو لنا أنّه من غير الممكّن الادّعاء بأنّ الدين كالفلسفة، يريد الدفاع عن قضاياه دفاعاً عقلياً فلسفياً؛ لأنّ الدفاع العقلاني الفلسفي ينظر إلى العالم بوصفه مجموعةً واحدة في بادئ الأمر، ثم يقوم بنظرةٍ فلسفية للدفاع عن تعاليمه، أمّا العقل القرآني فينظر لظواهر العالم بصورةٍ جزئية، ويعتبرها آيات.

## العقل في الفلسفة الشرقية

### العقل في الفلسفة الهندية

#### المثنوية
تعدّ المثنوية السمة المشتركة بين العديد من المدارس الأصولية الهندوسية بما في ذلك سامخيا ونيايا ويوغا وغيرها. في هذه المدارس هناك اختلاف واضح بين المادّة والروح غير المادّية، والتي هي أبدية وتخضع للسامسارا؛ وهي دورة الموت والبعث. ناقشت مدرسة نيايا فكرة أنّ الصفات والكيفات مثل الإدراك والمعرفة والرغبة هي صفات وكيفات جوهرية متأصّلة لا تُمتلك بواسطة أي شيء مادّي بحت، وبالتالي فعملية الإزالة يجب أن تنتمي إلى النفس غير المادية، وهي الأتمان. العديد من هذه المدارس ينظرون إلى هدفهم الروحي على هيئة موكشا؛ أي التحرّر من دورة التناسخ.

#### مثالية فيدانتا الأحادية

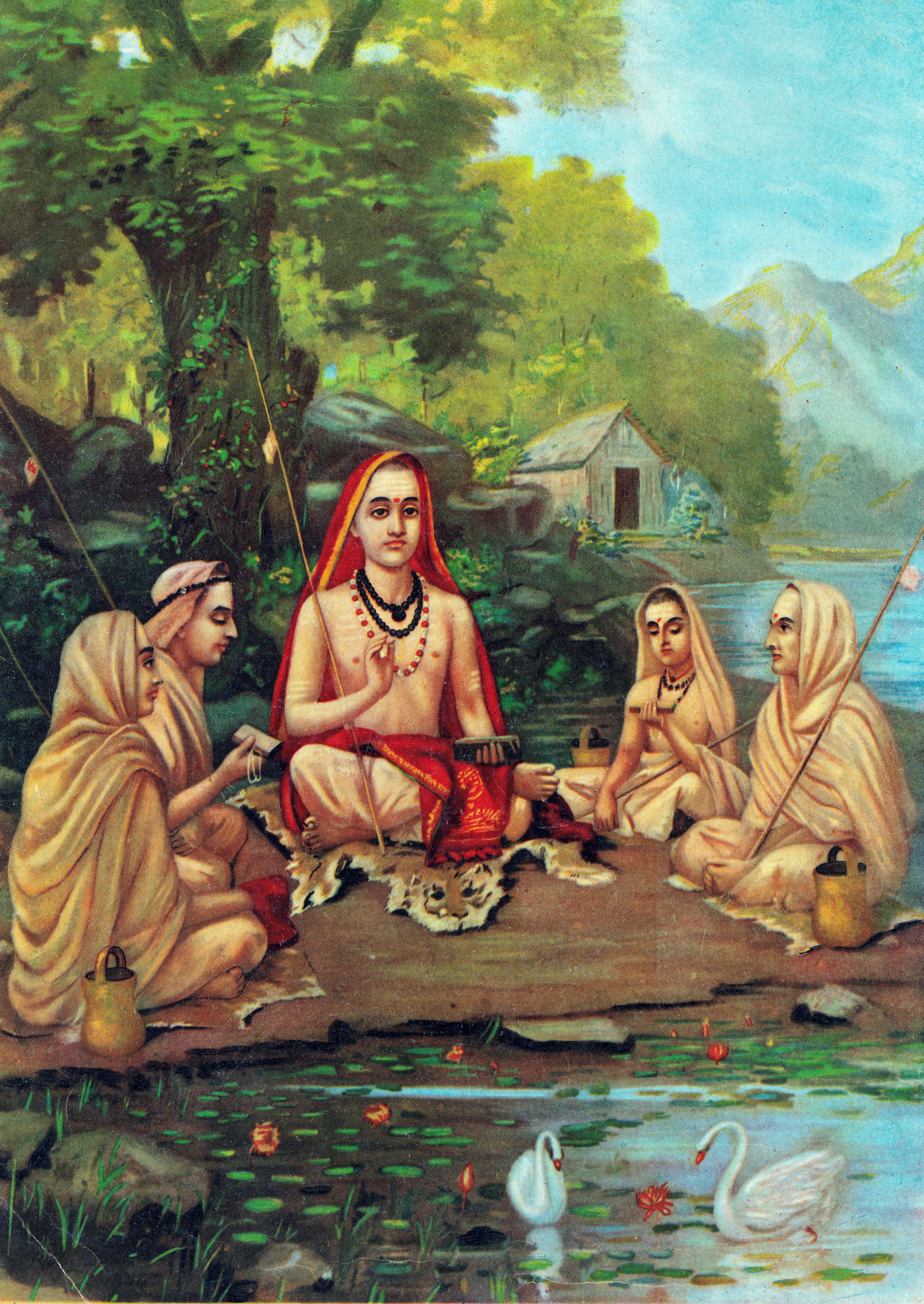
شانكارا

في مذهب أدفياتا فيدانتا الفلسفي من القرن الثامن جعل الفيلسوف الهندي شانكارا كلّ من العقل والجسد والعالم عبارة عن كيان مدرك وأبدي وغير متغيّر وهو البراهمان. تعني كلمة أدفياتا
غير مزدوج (غير مثنوي)، وتحمل في طيّاتها معنى أنّ كلّ ما هو موجود هو الوعي المطلق الخالص. إنّ حقيقة أنّ العالم يبدو مكوّناً من كيانات متغيّرة هو وهم، أو مايا. الشيء الوحيد الموجود هو البراهمان والذي يوصف بأنّه (الوجود، والوعي، والسعادة أو الهناء). أفضل وصف لأدفياتا فيدانتا هو في المقطع الذي ينصّ على أنّ «البراهمان وحده الحقيقي، وهذا العالم التعدّدي هو زيف، والذات الفردية لا تختلف كثيراً عن البراهمان».
يمثّل مذهب فيشيشتادفايتا شكلاً آخر من أشكال فيدانتا الأحادي هو (اللامثنوية الكيفية)، كما افترض الفيلسوف رامانوجا بحلول القرن الحادي عشر. قام رامنوجا بانتقاد أدفياتا فيدانتا بالقول إنّ الوعي هو دائماً قصدي، وأنّه هو أيضاً دائماً خاصّية لشيء ما. يتمّ تعريف براهمية رامانوجا من خلال تعدّد الصفات والخصائص في كيان واحد أحادي. ويسمّى هذا المذهب بـسامانادهيكارانيا (عدة أشياء في ركيزة مشتركة).

#### المادّية
ربّما يكون أوّل ظهور للمذهب أو النظرية المادية التجريبية في تاريخ الفلسفة هو في مدرسة شارفاكا (التي تدعى أيضاً لوكاياتا). رفضت مدرسة شارفاكا وجود أيّ شيء عدا المادّة (التي تعرف بأنّها تتكوّن من العناصر الأربعة)، بما في ذلك الإله والروح. وبالتالي رأت بأنّ الوعي ما هو إلّا عبارة عن تركيب متكوّن من ذرّات. يعتقد قسم من مدرسة شارفاكا أنّ معدن الروح متكوّن من الهواء أو النّفَس، ولكن لأن هذا هو أيضاً شكل من أشكال المادّة، لم يُقَدّر لها النجاة من الموت.

### فلسفة العقل عند البوذية
السمة البارزة في الفلسفة البوذية التي تميّزها عن العقيدة الهندية هو الدور المركزي لمبدأ اللاذات (يسمى أناتا بلغة بالي، وأناتمان باللغة السنسكريتية). مبدأ اللاذات البوذي يرى الإنسان كمركّب مؤقّت من خمس نواحٍ نفسية وفيزيائية عوضًا عن نفس واحدة دائمة. في هذا المعنى، ما يسمى الأنا أو الذات هو مجرّد خيال ووهم، والذي لا ينطبق على أي شي حقيقي، ولكن يطلق بشكل خاطئ على الدفق مستمر التغيير من عوامل المجاميع الخمسة المتّصلة (سكاندا). إنّ العلاقة بين هذه المجاميع تعتمد على النشأة المعتمدة؛ وهذا يعني أنّ كل الأشياء، بما في ذلك الأحداث العقلية، تنشأ بشكل تابع لمجموع الأسباب والظروف الأخرى. ويبدو أنّ هذا يرفض كلّ مفاهيم الحتمية السببية والظاهراتية المصاحبة للعقل.

#### نظريات أبهيدهارما عن العقل
بعد ثلاثة قرون من وفاة بوذا (150 سنة قبل الميلاد) ظهرت مجموعة كبيرة من المؤلّفات تسمّى أبهيدارما في العديد من المدارس البوذية المتنازعة. في تحليل أبدهيدهارما للعقل فإنّ الفكر العادي يعرّف على أنّه انتشار مفاهيمي prapañca، ووفقاً لهذه النظرية، تكون التجربة الإدراكية الحسّية مترابطة في تصوّرات متعدّدة (التوقعات، والأحكام والرغبات). هذا الانتشار من المفاهيم والتصوّرات يشكّل لدينا تراكب وهمي من مفاهيم مثل الذات والآخر بناء على تيّار دائم التغيّر من الظواهر الكلّية. في هذا المفهوم للعقل ليس هناك تمييز مفرّق بين القدرة الواعية وحسّ الإدراك الفعلي للظواهر المختلفة.
بدلاً من ذلك فإنّ الوعي مقسّم إلى ستّة أشكال من حواس، خمسة للحواس الخمس، والسادسة لإدراك الظواهر النفسية. يقال إنّ زيادة الوعي المعرفي يعتمد على الإدراك الحسي والوعي للقدرة العقلية نفسها والتي يطلق العقلية أو «الوعي الاستبطاني» والانتباه، والأخير هو انتقاء الأجسام من بين تيّار مستمرّ التغيير من الانطباعات الحسّية.
أدّى رفض الوكيل الدائم في النهاية إلى مشاكل فلسفية من استمرارية العقل وكيفية توضيح استمرار الولادة الجديدة والكارما على أنّها عقائد متعلّقة بدون وجود عقل أبدي. وقد قوبل هذا التحدّي بمدرسة تيرافادا عن طريق تقديم فكرة العقل كحقيقة للوجود.

#### ماهايانا الهندي
تبنّت مدرسة سوترانتيكا شكلاً من أشكال الظاهراتية والتي رأت العالم على أنّه غير محسوس. ورأت أنّ وجود الكائنات الخارجية عبارة عن وسيلة فقط لدعم الإدراك المعرفي، والتي تفهم فقط التمثيلات العقلية. وقد أثّرت هذه المدرسة بعد ذلك على مدرسة يوغاكارا التابعة لبوذية الماهايانا. وتسمّى مدرسة اليوغاكارا مدرسة العقل فقط بسبب موقفها الداخلي، والذي يمثّل فيها الوعي الواقع النهائي الموجود. وقد فسّرت أعمال فاسوباندو كشكل من أشكال الردّ على مذهب المثالية. ويستخدم فاسوباندو حجّة الحلم والدحض الجزئي لمذهب الذرّية لمهاجمة واقع الكائنات الخارجية كأيّ شيء عدا أن تكون كيانات عقلية. وقد تتفاوت التفسيرات البحثية لفلسفة فاسوباندو بشكل كبير، والتي تشمل مذهب الظاهراتية والواحدية المحايدة وعلم الظواهر الواقعي.
انقسمت مدارس ماهايانا الهندية بشأن مسألة إمكانية الوعي الانعكاسي، وقبل دارماكرتي فكرة الوعي الانعكاسي على النحو الذي طرحته مدرسة يوغاكارا، مقارناً إيّاه بالمصباح الذي يضيء نفسه ويضيء الأشياء الأخرى. كانت هذه الفكرة محلّ رفض قاطع من طرف أتباع مدرسة مادهياماكا مثل كاندراكيرتي. إذ أنّ فلسفة مادهياماكا تقول أنّ كل الاشياء والأحداث العقلية عبارة عن فراغ (سونياتا)، وقد اختلفوا بأنّ الوعي لا يمكن أن يكون في نهاية المطاف انعكاسياً بطبعه، لأنّ ذلك يعني أنّها قد تتحقّق من تلقاء نفسها، وبالتالي لا يمكن التعبير عنها بالفراغ. تمّ التوفيق بين وجهات النظر هذه فيما بعد من قبل المفكر شانتاراكشيتا، والذي تبنّى في توليفة آراء يوغاكارا المثالية في فهم الوعي الانعكاسي كمصطلح للحقيقة في بناء حقائق المذهبين. وبالتالي قال: «من خلال الاعتماد على نظام العقل فقط، نعرف أنّ الكيانات الخارجية لا وجود لها، وبالاعتماد على النظام المتوسّط، نعرف أنّه لا يوجد نفس موجودة بالكامل، حتى في ذلك العقل.»
طوّرت مدرسة يوغاكارا نظرية مستودع الوعي لشرح استمرارية العقل في ولادة جديدة وتراكم الكارما. يعمل مستودع الوعي هذا كمخزن للأعمال _البذور_ عندما تغيب كلّ الحواس خلال مرحلة الموت والبعث، كما أنّه يكون سبباً في ظهور الدارما.

#### البوذية التبتية
تطوّرت نظريات العقل عند معتنقي البوذية في التبت تطوّرًا مباشرًا من آراء مذهب الماهايانا الهندي. بالتالي ناقش مؤسس مدرسة غيلوغ: جي تسونغكهابا نظام اليوغاكارا للإدراكات الثمانية في كتابه شرح النقاط الصعبة. وقد تبرّأ جي تسونغكهابا فيما بعد من المثالية البراغماتية التي دعا إليها شانتاراكشيتا. ووفقًا لما قاله الدلاي لاما الرابع عشر بأن يمكن تعريف العقل بأنّه كيان له طبيعة التجربة لا أكثر، فهو «الوضوح والمعرفة»؛ وهو طبيعة المعرفة أو المؤسّسة التي تدعى العقل، وهو شيء غير مادّي. بالتالي فطبيعة العقل المزدوجة في وقت واحد هي على النحو الآتي:
1.الوضوح "gsal" - النشاط العقلي المنتج للظواهر المعرفية "snang-ba".
2.المعرفة "rig" - النشاط العقلي المدرك للظواهر المعرفية.
ولأنّ فلسفة العقل التبتية هي في الأساس خَلاصية، فهي تُركّز على الممارسات التأمّلية مثل دزوغشن وماهامودرا، اللتان تسمحان للممارس أن يعيش الطبيعة الانعكاسية الصحيحة للعقل بطريقة مباشرةً. وتصف مدارس مختلفة طبيعة عمق العقل بأنّها السطوع الصافي أو «الضوء الواضح» od gsal وغالبًا ما تقارن بكرةٍ بلّورية أو مرآة.

#### بوذية زن
الموضوع الأساسي في فلسفة العقل عند طائفة الزن الصينية هو الفرق بين العقل الصافي والمتيقّظ وبين العقل المشوّش. وقد وصف معلم فرقة تشان الصينية «هوانغبو» العقل بأنّه بلا بداية ولا شكل ولا حدود، بينما العقل المشوّش هو ذلك الذي كان مغمورًا تحت ملحقات الأشكال والمفاهيم. فعقل بوذا الصافي هو الذي يستطيع رؤية الأشياء «كما تبدو في الحقيقة»، وكما «الهكذائية» (تاتهاتا) المطلقة غير المزدوجة. إنّ هذه الرؤية تشمل أيضًا الحقيقة التناقضية بعدم وجد فرق بين العقل المشوّش والصافي، كما هو الحال في عدم وجود فرق بين السامسارا والنيرفانا.
ففي تعاليم الشوبوغينزو Shobogenzo يزعم الفيلسوف الياباني دوغين أنّ الجسد والعقل لا يختلفان من ناحية الوجود ولا من ناحية الظواهر ولكن يوصفان بواحدية تسمى «شن جن» shin jin (العقل الجسد). ووفقًا لما قاله دوغين فإنّ «ربط الجسد والعقل» في التأمّل (زازين) سيسمح للمرء أن يجرّب الأشياء كما هي: (genjokoan) وهذا هو طبيعة التنوير الأصيل (hongaku).

## مواضيع متعلقة بفلسفة العقل
هناك عدد لا يحصى من المواضيع المتأثّرة بالأفكار التي تطوّرت في فلسفة العقل. والأمثلة الواضحة على ذلك هي طبيعة الموت وطابعها المؤكّد، وطبيعة المشاعر والإدراك والذكريات. وأيضًا التساؤلات حول ماهيّة الإنسان ومن ماذا تتكوّن هويته، والتي لها حيّز كبير في فلسفة العقل. وقد يثير الاهتمام بشكلٍ خاص موضوعان يتعلّقان بفلسفة العقل هما حرية الإرادة والذات.

### حرّية الإرادة
في سياق فلسفة العقل، تكمن مشكلة حرّية الإرادة بالنسبة لأتباع مذهب الحتمية المادّية. إذ أنّه وفقاً لوجهة نظرهم فإنّ القوانين الطبيعية تحدّد مسار العالم المادّي بشكل كامل. الحالات الذهنية، وبالتالي الإرادة، تصنّف على أنّها حالات مادّية، وذلك يعني أنّ سلوك وقرارات الإنسان تتحدّد بالكامل من قبل القوانين الطبيعية. يأخذ البعض هذا التحليل إلى مدى أبعد حين يقال: أنّ الأشخاص لا يمكنهم تحديد ما يريدونه أو ما يفعلونه بأنفسهم، لذلك فهم ليسوا أحراراً.
تم رفض هذا الحجّة من جهة أخرى من قبل التوافقيين. أولئك الذين يتبنّون هذا الموقف يشيرون إلى أن السؤال «هل نحن أحرار؟» لا يمكن الإجابة عليه إلّا بعد أن نكون قد حدّدنا معنى مصطلح «التحرّر»؛ كما أنّ «الإجبار» أو «الإكراه» هو عكس «التحرّر» وليس «السببية»؛ فمن غير المناسب تحديد الحرّية مع غير المحدد. الفعل الحرّ هو عندما يتمكّن الفاعل من فعله إلّا إذا قد اختار خلاف ذلك. وبهذا المعنى يمكن للشخص أن يكون حرّاً على الرغم من صحّة الحتمية. كان ديفيد هيوم من أهمّ من دافع عن مفهوم الفلسفة التوافقية (أو الانسجامية) في تاريخ الفلسفة. أمّا في الآونة الأخيرة، فتمّ الدفاع عن هذا الرأي من طرف دانيال دينيت على سبيل المثال.
من جهة أخرى، يوجد الكثير من غير المؤيّدين للحجّة لأنهم يعتقدون أنّ الإرادة تكون حرّة في شعور أقوى تسمى التحرّرية. هؤلاء الفلاسفة أكّدوا أنّ مسار العالم يكون أحد هذه الأمور: أ) غير محدّد بشكل كامل بقانون الطبيعة، والذي يعترض عليه من قبل فاعل مستقل فيزيائياً. ب) محدّد بقانون طبيعة غير حتمي فقط. ج) محدّد بقانون طبيعة غير حتمي ويتماشى مع جهود التدخل الذاتية لفاعل فيزيائي غير قابل للاختزال. وبموجب مبدأ التحررية، لا ينبغي للإرادة أن تكون حتمية، وبالتالي تصبح حرّة. منتقدو الاقتراح (ب) يتّهمون غير التوافقيين باستخدام مفاهيم الحرّية بشكل غير مترابط. ويحتجّ المنتقدون بأنّه: إذا لم يكن هناك ما يحدّد إرادتنا، فإنّ الصدفة البحتة هي ما سيحدّد رغباتنا. وإذا كانت كلّ رغباتنا صدفة محضة، فنحن لسنا أحراراً. لذا، فلو أنّ إرادتنا لا يحدّدها أيّ شيء، فنحن لسنا أحراراً.

### الذات
فلسفة العقل لها أيضاً تبعات مهمّة بالنسبة لمفهوم الذات. إنّ «الذات» أو «الأنا» تشير إلى أمر أساسي، وهو عدم قابلية نواة الشخص للتغيير. كثير من فلاسفة العقل الحديثين يؤكّدون أنّه لا وجود لشيء من هذا القبيل. فكرة وجود الذات كنواة أساسية غير قابلة للتغيير مستمدّة من فكرة الروح غير المادّية. إنّ فكرة كهذه لم يتقبّلها معظم الفلاسفة المعاصرين، بسبب توجّهاتهم الفيزيائية المادّية، وبسبب القبول العام لدى الفلاسفة بالتشكيك في مفهوم الذات حسب ديفيد هيوم. بالرغم من ذلك، على ضوء النتائج التجريبية من علم النفس النمائي وعلم الأحياء النمائي وعلم الأعصاب فإنّ فكرة وجود نواة مادّة جوهرية متغيّرة على شكل نظام تمثيلي متكامل موزّع على أنماط متغيّرة من قنوات اتّصال مشبكية تبدو معقولة.

### باللغة العربية
1. ↑  "جدلية العلاقة بين الجسد والعقل في الفكر الفلسفي - بقلم عماد الدين إبراهيم عبد الرازق". مؤمنون بلا حدود للدراسات والأبحاث. 5مارس 2016. مؤرشف من الأصل في 25 أبريل 2019. {{استشهاد ويب}}: تحقق من التاريخ في: |تاريخ= (مساعدة)
2. ↑  "العقل بين الفكر الفلسفي والفكر الديني - بقلم عمر حيمري". وجدة سيتي oujdacity. 05/02/2013. مؤرشف من الأصل في 28 سبتمبر 2018. {{استشهاد ويب}}: تحقق من التاريخ في: |تاريخ= (مساعدة)
3. ↑  "ماهية العقل (العقل في اللغة وعند الفلاسفة ) - د. فهمي قطب الدين النجار". شبكة الألوكة. 1/1/2014. مؤرشف من الأصل في 24 أكتوبر 2018. {{استشهاد ويب}}: تحقق من التاريخ في: |تاريخ= (مساعدة)
4. ↑  "مفهوم العقل بين الفلسفة والدين، قراءة نقدية مقارنة - إعداد: أ. محمد تقي فاضل". مركز البحوث المعاصرة في بيروت. 18 يونيو 2014. مؤرشف من الأصل في 2018-10-22.

### بلغات أجنبية
1. ↑  Oliver Elbs, Neuro-Esthetics: Mapological foundations and applications (Map 2003), (Munich 2005)
2. 1 2 3 4 5 6  Kim، J. (1995). Honderich, Ted (المحرر). Problems in the Philosophy of Mind. Oxford Companion to Philosophy. Oxford: Oxford University Press.
3. ↑  Siegel, S.: The Contents of Visual Experience. New York: Oxford University Press. 2010
4. ↑  Macpherson, F. & Haddock, A., editors, Disjunctivism: Perception, Action, Knowledge, Oxford: Oxford University Press, 2008.
5. 1 2  Plato (1995). E.A. Duke, W.F. Hicken, W.S.M. Nicoll, D.B. Robinson, J.C.G. Strachan (المحرر). Phaedo. Clarendon Press. ISBN:1-4065-4150-8.{{استشهاد بكتاب}}:  صيانة الاستشهاد: أسماء متعددة: قائمة المحررين (link)
6. 1 2  Sri Swami Sivananda. "Sankhya:Hindu philosophy: The Sankhya". مؤرشف من الأصل في 5 أكتوبر 2013. اطلع عليه بتاريخ أكتوبر 2020. {{استشهاد ويب}}: تحقق من التاريخ في: |تاريخ الوصول= (مساعدة)
7. 1 2 3 4 5 6  Descartes, René (1998). Discourse on Method and Meditations on First Philosophy. Hacket Publishing Company. ISBN:0-87220-421-9.
8. 1 2 3 4 5  Hart, W.D. (1996) "Dualism", in Samuel Guttenplan (org) A Companion to the Philosophy of Mind, Blackwell, Oxford, 265-7.
9. ↑  Spinoza, Baruch (1670) Tractatus Theologico-Politicus (A Theologico-Political Treatise).
10. ↑  Schneider، Susan (2013). "Non-Reductive Physicalism and the Mind Problem1". Noûs. ج. 47 ع. 1: 135–153. DOI:10.1111/j.1468-0068.2011.00847.x. ISSN:0029-4624.
11. ↑  DePaul، Michael؛ Baltimore، Joseph A. (2013). "Type Physicalism and Causal Exclusion". Journal of Philosophical Research. ج. 38: 405–418. DOI:10.5840/jpr20133821. ISSN:1053-8364.
12. ↑  S. C. Gibb؛ E. J. Lowe؛ R. D. Ingthorsson (21 مارس 2013). Mental Causation and Ontology. OUP Oxford. ص. 58. ISBN:978-0-19-165255-4. مؤرشف من الأصل في 2020-03-09.
13. ↑  Demircioglu، Erhan (2011). "Supervenience And Reductive Physicalism". European Journal of Analytic Philosophy. ج. 7 ع. 1: 25–35.
14. 1 2  Francescotti، Robert. "Supervenience and Mind". The Internet Encyclopedia of Philosophy. ISSN:2161-0002. مؤرشف من الأصل في 2019-04-10. اطلع عليه بتاريخ 2014-08-10.
15. ↑  Gibb، Sophie (2010). "Closure Principles and the Laws of Conservation of Energy and Momentum". Dialectica. ج. 64 ع. 3: 363–384. DOI:10.1111/j.1746-8361.2010.01237.x. ISSN:0012-2017. See also Dempsey، L. P. (2012). "Consciousness, Supervenience, and Identity: Marras and Kim on the Efficacy of Conscious Experience". Dialogue. ج. 51 ع. 3: 373–395. DOI:10.1017/s0012217312000662. See also Baltimore، J. A. (2010). "Defending the piggyback principle against Shapiro and Sober's empirical approach". Dialectica. ج. 175 ع. 2: 151–168. DOI:10.1007/s11229-009-9467-2..
16. ↑  McLaughlin، Brian؛ Bennett، Karen (2014). Edward N. Zalta (ed.) (المحرر). "Supervenience". The Stanford Encyclopedia of Philosophy (Spring 2014 Edition). مؤرشف من الأصل في 2019-03-19. اطلع عليه بتاريخ 2014-08-10. {{استشهاد ويب}}: |محرر= باسم عام (مساعدة)
17. ↑  Megill، Jason (2012). "A Defense of Emergence". Axiomathes. ج. 23 ع. 4: 597–615. DOI:10.1007/s10516-012-9203-2. ISSN:1122-1151.
18. 1 2 3 4  Kim, J., "Mind–Body Problem", Oxford Companion to Philosophy. Ted Honderich (ed.). Oxford:Oxford University Press. 1995.
19. ↑  Pinel, J. Psychobiology, (1990) Prentice Hall, Inc. ISBN 88-15-07174-1
20. ↑  LeDoux, J. (2002) The Synaptic Self: How Our Brains Become Who We Are, New York:Viking Penguin. ISBN 88-7078-795-8
21. ↑  Russell, S. and Norvig, P. Artificial Intelligence: A Modern Approach, New Jersey:Prentice Hall. ISBN 0-13-103805-2
22. ↑  Dawkins, R. The Selfish Gene (1976) Oxford:Oxford University Press. ISBN
23. 1 2 3  Churchland, Patricia (1986). Neurophilosophy: Toward a Unified Science of the Mind–Brain. MIT Press. ISBN:0-262-03116-7.
24. 1 2  Churchland, Paul (1981). "Eliminative Materialism and the Propositional Attitudes". Journal of Philosophy. Journal of Philosophy, Inc. ج. 78 ع. 2: 67–90. DOI:10.2307/2025900. JSTOR:2025900.
25. 1 2 3 4  Smart, J.J.C. (1956). "Sensations and Brain Processes". Philosophical Review.
26. 1 2  Donald Davidson (1980). Essays on Actions and Events. Oxford University Press. ISBN:0-19-924627-0.
27. 1 2 3 4  Putnam, Hilary (1967). "Psychological Predicates", in W. H. Capitan and D. D. Merrill, eds., Art, Mind and Religion (Pittsburgh: University of Pittsburgh Press.)
28. 1 2  Dennett, Daniel (1998). The intentional stance. Cambridge, Mass.: MIT Press. ISBN:0-262-54053-3. مؤرشف من الأصل في 2022-05-04.
29. 1 2  Searle, John (2001). Intentionality. A Paper on the Philosophy of Mind. Frankfurt a. M.: Nachdr. Suhrkamp. ISBN:3-518-28556-4.
30. ↑  Kim, J., "Mind-Body Problem", Oxford Companion to Philosophy. Ted Honderich (ed.). Oxford:Oxford University Press. 1995.
31. ↑  Robinson, H. (1983): 'Aristotelian dualism', Oxford Studies in Ancient Philosophy 1, 123–44.
32. 1 2 3  Jackson, F. (1982) "Epiphenomenal Qualia." Reprinted in Chalmers, David ed. :2002. Philosophy of Mind: Classical and Contemporary Readings. Oxford University Press.
33. 1 2 3 4  Nagel, T. (1974). "What is it like to be a bat?". Philosophical Review ع. 83: 435–456.
34. ↑  Lewis, C.S (1947). Miracles. ISBN:0-688-17369-1.
35. ↑  Chalmers, David (1997). The Conscious Mind. Oxford University Press. ISBN:0-19-511789-1.
36. 1 2  Dennett, Daniel (1995). "The unimagined preposterousness of zombies". J Consciousness Studies. ج. 2: 322\u20136.
37. ↑  Dennett, Daniel (1991). Consciousness Explained. Little, Brown and Co. ص. 95. ISBN:0-316-18065-3. مؤرشف من الأصل في 2021-08-30.
38. ↑  Popper, Karl and Eccles, John (2002). The Self and Its Brain. Springer Verlag. ISBN:3-492-21096-1.{{استشهاد بكتاب}}:  صيانة الاستشهاد: أسماء متعددة: قائمة المؤلفين (link)
39. ↑  Dennett D., (1991), Consciousness Explained, Boston: Little, Brown & Company
40. ↑  Stich, S., (1983), From Folk Psychology to Cognitive Science. Cambridge, MA: MIT Press (Bradford)
41. ↑  Ryle, G., 1949, The Concept of Mind, New York: Barnes and Noble
42. ↑  Agassi, J. (1975). Privileged Access; Science in Flux, Boston Stidues in the Philosophy of Science, 80. Dordrecht: Reidel.
43. ↑  Agassi, J. (1997). La Scienza in Divenire. Rome: Armando.
44. 1 2  Robinson، Howard (19 أغسطس 2003). "Dualism". The Stanford Encyclopedia of Philosophy (Fall 2003 Edition). Center for the Study of Language and Information, Stanford University. مؤرشف من الأصل في 2019-08-08. اطلع عليه بتاريخ 2006-09-25.
45. ↑  Leibniz، Gottfried Wilhelm (1714). Monadology. ISBN:0-87548-030-6.
46. ↑  Schmaltz، Tad (2002). "Nicolas Malebranche". The Stanford Encyclopedia of Philosophy (Summer 2002 Edition). Center for the Study of Language and Information, Stanford University. مؤرشف من الأصل في 2019-08-08. اطلع عليه بتاريخ 2006-09-25.
47. 1 2  Chalmers، David (1996). The Conscious Mind. Oxford University Press. ISBN:978-0-19-511789-9.
48. ↑  Huxley, T. H. [1874] "On the Hypothesis that Animals are Automata, and its History", The Fortnightly Review, n.s.16:555\u2013580. Reprinted in Method and Results: Essays by Thomas H. Huxley (New York: D. Appleton and Company, 1898).
49. ↑  Jackson, Frank (1986). "What Mary didn't know". Journal of Philosophy.: 291\u2013295.
50. ↑  Atmanspacher, H. (2012) Dual-aspect monism a la Pauli and Jung. Journal of Consciousness Studies: Special Issue on Monist Alternatives to Physicalism, 19 (9-10), 96–120.
51. ↑  Velmans, M. (2012) Reflexive Monism: psychophysical relations among mind, matter and consciousness. Journal of Consciousness Studies: Special Issue on Monist Alternatives to Physicalism, 19 (9–10), 143–165. نسخة محفوظة 11 نوفمبر 2017 على موقع واي باك مشين.
52. ↑  Leopold Stubenberg. "Neutral Monism and the Dual Aspect Theory". Stanford Encyclopedia of Philosophy. نسخة محفوظة 15 يوليو 2018 على موقع واي باك مشين.
53. 1 2 3 4 5 6 7 8 9  Stoljar، Daniel (2005). "Physicalism". The Stanford Encyclopedia of Philosophy (Winter 2005 Edition). Center for the Study of Language and Information, Stanford University. مؤرشف من الأصل في 2020-02-24. اطلع عليه بتاريخ 2006-09-24.
54. ↑  Cf. Michel Weber and Anderson Weekes (eds.), Process Approaches to Consciousness in Psychology, Neuroscience, and Philosophy of Mind (Whitehead Psychology Nexus Studies II), Albany, New York, State University of New York Press, 2009. نسخة محفوظة 19 يناير 2016 على موقع واي باك مشين.
55. ↑  Russell, Bertrand (1918) Mysticism and Logic and Other Essays, London: Longmans, Green.
56. ↑  Mach, E. (1886) Die Analyse der Empfindungen und das Verhältnis des Physischen zum Psychischen. Fifth edition translated as The Analysis of Sensations and the Relation of Physical to the Psychical, New York: Dover. 1959
57. ↑  Skinner, B.F. (1972). Beyond Freedom & Dignity. New York: Bantam/Vintage Books. ISBN:0-553-14372-7.
58. ↑  Ryle, Gilbert (1949). The Concept of Mind. Chicago: Chicago University Press. ISBN:0-226-73295-9.
59. ↑  Place, Ullin (1956). "Is Consciousness a Brain Process?". British Journal of Psychology.
60. ↑  Smart, J.J.C, "Identity Theory", The Stanford Encyclopedia of Philosophy (Summer 2002 Edition), Edward N. Zalta (ed.) نسخة محفوظة 15 يوليو 2018 على موقع واي باك مشين.
61. ↑  Davidson, D. (2001). Subjective, Intersubjective, Objective. Oxford: Oxford University Press. ISBN:88-7078-832-6.
62. 1 2  Block, Ned. "What is functionalism" in Readings in Philosophy of Psychology, 2 vols. Vol 1. (Cambridge: Harvard, 1980).
63. ↑  Armstrong, D., 1968, A Materialist Theory of the Mind, Routledge.
64. ↑  Stanton, W.L. (1983) "Supervenience and Psychological Law in Anomalous Monism", Pacific Philosophical Quarterly 64: 72–9
65. ↑  Jaegwon Kim, Philosophy of Mind, Westview Press; 2 edition (July 8, 2005) ISBN 0-8133-4269-4
66. ↑  McGinn, Colin. "Can We Solve the Mind–Body Problem?", Mind, New Series, Vol. 98, No. 391, July 1989 (pp. 349–366), p. 350.
  - Reprinted in O'Connor, Timothy and Robb, David. "Colin McGinn, Can We Solve the Mind–Body Problem?", Philosophy of Mind: Contemporary Readings. Routledge, 2003, p. 438ff. نسخة محفوظة 26 ديسمبر 2016 على موقع واي باك مشين.
67. ↑  "Hard problem of Consciousness", The Internet Encyclopedia of Philosophy, Josh Weisberg نسخة محفوظة 01 ديسمبر 2017 على موقع واي باك مشين.
68. 1 2  Hacker, Peter (2003). Philosophical Foundations of Neuroscience. Blackwel Pub. ISBN:1-4051-0838-X.
69. 1 2 3  Wittgenstein, Ludwig (1954). Philosophical Investigations. New York: Macmillan. ISBN:0-631-14660-1.
70. ↑  Putnam, Hilary (2000). The Threefold Cord: Mind, Body, and World. New York: Columbia University Press. ISBN:0-231-10286-0.
71. ↑  Hubert Dreyfus, "Critique of Descartes I" (recorded lecture), University of California at Berkeley, Sept. 18, 2007.
72. ↑  Joseph Levine, Materialism and Qualia: The Explanatory Gap, in: Pacific Philosophical Quarterly, vol. 64, no. 4, October, 1983, 354–361
73. ↑  Jackson, F. (1986) "What Mary didn't Know", Journal of Philosophy, 83, 5, pp. 291–295.
74. ↑  McGinn, C. "Can the Mind-Body Problem Be Solved", Mind, New Series, Volume 98, Issue 391, pp. 349–366. a (online) نسخة محفوظة 29 يوليو 2012 على موقع واي باك مشين. [وصلة مكسورة]
75. ↑  Fodor, Jerry (1993). Psychosemantics. The problem of meaning in the philosophy of mind. Cambridge: MIT Press. ISBN:0-262-06106-6.
76. 1 2 3 4  Pinker, S. (1997) How the Mind Works. tr. It: Come Funziona la Mente. Milan:Mondadori, 2000. ISBN 88-04-49908-7
77. 1 2 3  Bear, M. F. et al. Eds. (1995). Neuroscience: Exploring The Brain. Baltimore, Maryland, Williams and Wilkins. ISBN 0-7817-3944-6
78. 1 2 3  Pinel, J.P.J (1997). Psychobiology. Prentice Hall. ISBN:88-15-07174-1.
79. ↑  Metzinger, Thomas (2003). Being No One – The Self Model Theory of Subjectivity. Cambridge: MIT Press. ص. 349–366. ISBN:0-262-13417-9. مؤرشف من الأصل في 2021-08-30.
80. ↑  Sipser, M. (1998). Introduction to the Theory of Computation. Boston, Mass.: PWS Publishing Co. ISBN:0-534-94728-X.
81. 1 2  Searle, John (1980). "Minds, Brains and Programs". The Behavioral and Brain Sciences ع. 3: 417–424.
82. ↑  Turing، Alan (أكتوبر 1950)، "Computing Machinery and Intelligence"، Mind، ج. LIX، ص. 433–460، DOI:10.1093/mind/LIX.236.433، ISSN:0026-4423، مؤرشف من الأصل في 2018-01-09، اطلع عليه بتاريخ 2008-08-18
83. ↑  Russell, S. and Norvig, R. (1995). Artificial Intelligence:A Modern Approach. New Jersey: Prentice Hall, Inc. ISBN:0-13-103805-2.{{استشهاد بكتاب}}:  صيانة الاستشهاد: أسماء متعددة: قائمة المؤلفين (link)
84. ↑  "Encyclopedia of Psychology". مؤرشف من الأصل في 2019-05-22.
85. ↑  Thagard, Paul, Cognitive Science, The Stanford Encyclopedia of Philosophy (Fall 2008 Edition), Edward N. Zalta (ed.). نسخة محفوظة 15 يوليو 2018 على موقع واي باك مشين.
86. 1 2 3  Dummett, M. (2001). Origini della Filosofia Analitica. Einaudi. ISBN:88-06-15286-6.
87. ↑  Hegel, G.W.F. Phenomenology of Spirit. ISBN:0-19-503169-5., translated by A.V. Miller with analysis of the text and foreword by J. N. Findlay (Oxford: Clarendon Press, 1977) ISBN 0-19-824597-1.
88. ↑  Husserl, Edmund. Logische Untersuchungen. ISBN:3-05-004391-1. trans.: Giovanni Piana. Milan: EST. ISBN 88-428-0949-7
89. ↑  The Internet Encyclopedia of Philosophy، مؤرشف من الأصل في 2020-02-19 Nyāya, Matthew R. Dasti
90. ↑  The Internet Encyclopedia of Philosophy، مؤرشف من الأصل في 2019-06-10 Advaita Vedanta, Sangeetha Menon
91. ↑  The Internet Encyclopedia of Philosophy، مؤرشف من الأصل في 2020-02-12 Ramanuja, Shyam Ranganathan
92. ↑  The Internet Encyclopedia of Philosophy، مؤرشف من الأصل في 2019-12-21 Lokāyata/Cārvāka – Indian Materialism, Abigail Turner-Lauck Wernicki
93. 1 2 3 4 5 6  Coseru, Christian, "Mind in Indian Buddhist Philosophy"، مؤرشف من الأصل في 2019-08-03, The Stanford Encyclopedia of Philosophy (Winter 2012 Edition), Edward N. Zalta (ed.)
94. ↑  Gold, Jonathan C., "Vasubandhu"، مؤرشف من الأصل في 2019-08-07, The Stanford Encyclopedia of Philosophy (Winter 2012 Edition), Edward N. Zalta (ed.)
95. ↑  Blumenthal, James, "Śāntarakṣita"، مؤرشف من الأصل في 2019-08-07, The Stanford Encyclopedia of Philosophy (fall 2009 Edition), Edward N. Zalta (ed.)
96. ↑  Sparham, Gareth, "Tsongkhapa"، مؤرشف من الأصل في 2019-03-18, The Stanford Encyclopedia of Philosophy (fall 2011 Edition), Edward N. Zalta (ed.)
97. ↑  Talk by His Holiness the Dalai Lama at Cambridge, MA USA، مؤرشف من الأصل في 2020-03-09, From MindScience, edited by Daniel Goleman and Robert F. Thurman, first in 1991 by Wisdom Publications, Boston, USA.
98. 1 2  Zeuschner, Robert B., "The Understanding of Mind in the Northern Line of Ch'an (Zen)"، مؤرشف من الأصل في 2018-05-20, Philosophy East and West, V. 28, No. 1 (January 1978), pp. 69–79, University of Hawaii Press, Hawaii, USA.
99. ↑  David E. Shaner, "The bodymind experience in Dogen's Shobogenzo: a phenomenological perspective"، مؤرشف من الأصل في 2018-05-20, Philosophy East and West 35, no. 1 (January 1985), University of Hawaii Press, Hawaii, USA.
100. 1 2 3 4  "Philosopher Ted Honderich's Determinism web resource". مؤرشف من الأصل في 2019-03-17.
101. ↑  Russell, Paul, Freedom and Moral Sentiment: Hume's Way of Naturalizing Responsibility Oxford University Press: New York & Oxford, 1995.
102. ↑  Dennett, Daniel (1984). The Varieties of Free Will Worth Wanting. Cambridge MA: Bradford Books–MIT Press. ISBN:0-262-54042-8.
103. ↑  Descartes، René (1649). Passions of the Soul. ISBN:0-87220-035-3.
104. ↑  Kane، Robert (2009). "Libertarianism". Philosophical Studies. Springer Netherlands. ج. 144 ع. 1: 39. DOI:10.1007/s11098-009-9365-y. مؤرشف من الأصل في 9 مارس 2020. اطلع عليه بتاريخ أغسطس 2020. {{استشهاد بدورية محكمة}}: تحقق من التاريخ في: |تاريخ الوصول= (مساعدة)
105. ↑  Dennett, C. and Hofstadter, D.R. (1981). The Mind's I. Bantam Books. ISBN:0-553-01412-9.{{استشهاد بكتاب}}:  صيانة الاستشهاد: أسماء متعددة: قائمة المؤلفين (link)
106. ↑  Searle, John (1 نوفمبر 2004). Mind: A Brief Introduction. Oxford University Press Inc, USA. ISBN:0-19-515733-8.
107. ↑  LeDoux, Joseph (2002). The Synaptic Self. New York: Viking Penguin. ISBN:88-7078-795-8. مؤرشف من الأصل في 2021-08-30.

## وصلات خارجية
- بحوث في الفلسفة الإسلامية: من العقل إلى الوجود - مؤمنون بلا حدود للدراسات والأبحاث
- فلسفة العقل بين التأسيس المعرفي والمراجعة النقدية - موقع ثقافات